# Lyon sous la Troisième République

Plan de Lyon à l'aube de la Troisième République.

Durant la Troisième République, Lyon quitte progressivement la grande histoire, pour se fondre dans le moule des grandes cités industrielles françaises. Marquée par ses maires successifs, elle se développe largement, voyant sa population et son industrie prospérer. Plus particulier est son attachement à un certain radicalisme républicain, édifié et entretenu, qui se dresse contre l'influence de l'Église, en proie à de graves difficultés.

## La ville et ses habitants

### Les évolutions urbaines

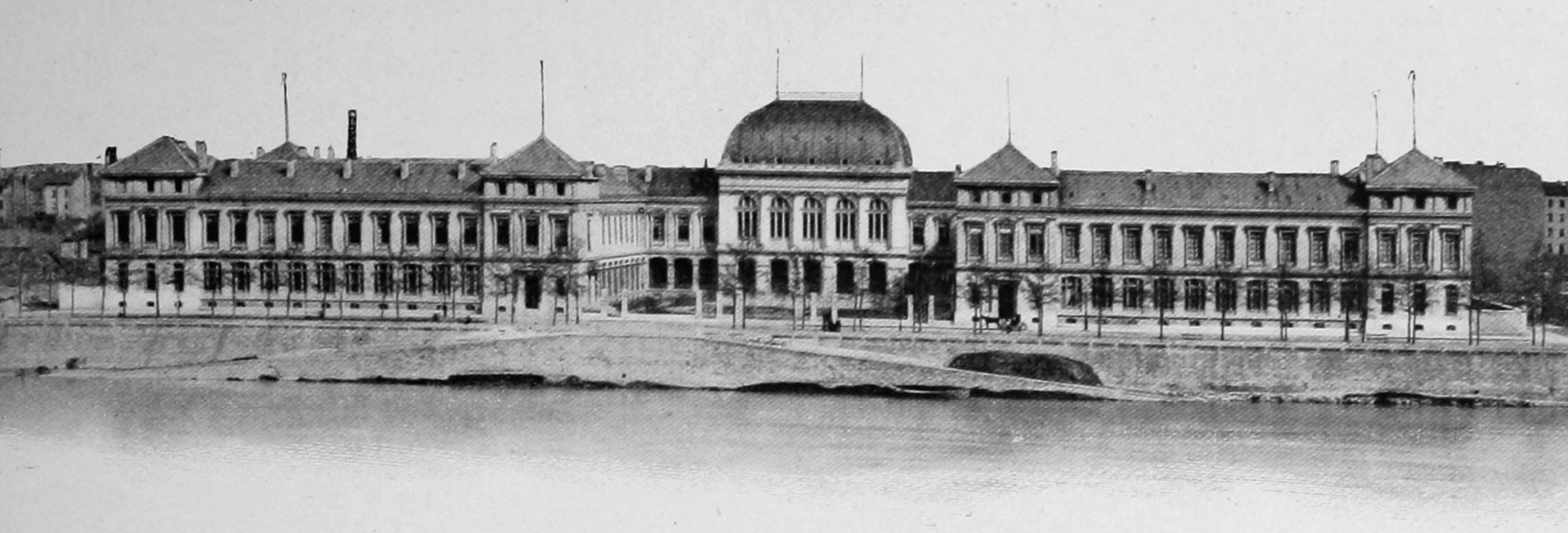
Universités de Lyon

#### Les dernières rénovations du centre-ville: 1870 - 1900
Sous le nouveau régime républicain, la municipalité lyonnaise engage de nombreux travaux pour développer la cité. Pour nombre d'entre eux, ils sont la suite de ceux entrepris par le régime précédents. De grands projets naissent cependant sous le mandat d'Antoine Gailleton, et sont poursuivis par ses successeurs.
L'achèvement de la rénovation du centre-ville est accompli avec le projet du quartier Grolée. L'entreprise, dirigée par les architectes Delamare et Ferrand, ouvre une voie en diagonale entre la rue de la République et le pont Lafayette, créant des bâtiments en triangle, comme dans l'urbanisme haussmanien.
La municipalité Gailleton procède également à la construction de plusieurs ponts, et surtout des Facultés. Enfin, sur la rive gauche du Rhône, c'est sous sa direction que le palais de la préfecture est bâti. En 1884, une partie des fortifications est déclassée, ce qui permet de construire, entre autres, le boulevard des Belges (alors boulevard du Nord) et le boulevard Montgolfier.

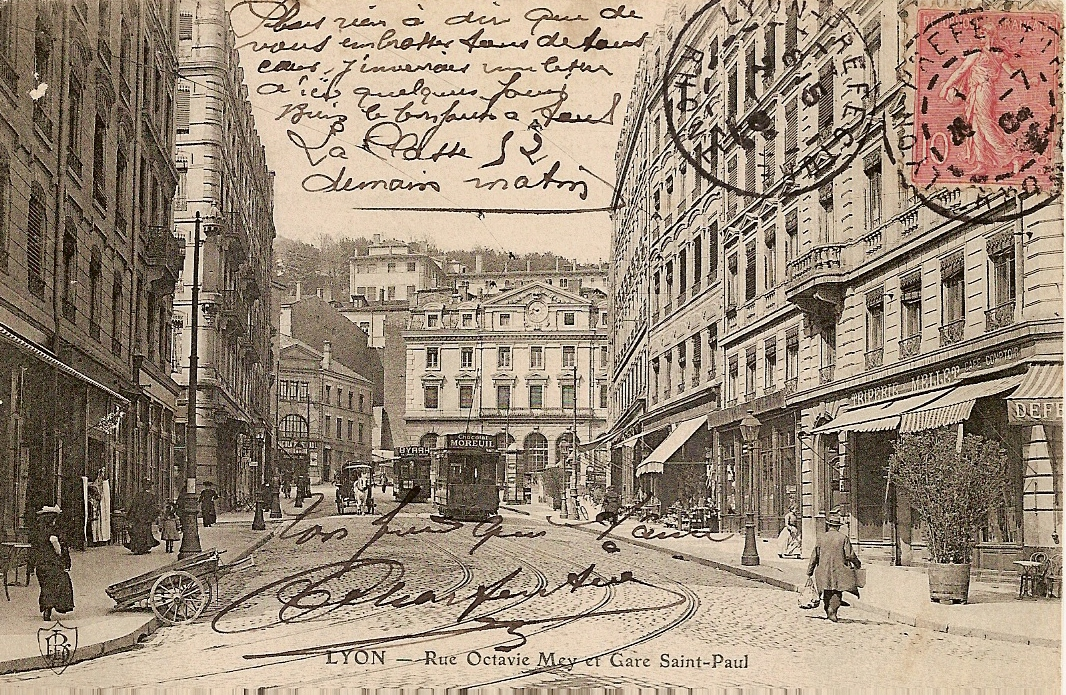
La gare Saint-Paul et le premier tramway lyonnais.

C'est à la même époque qu'est construite la basilique Notre-Dame de Fourvière. Monument de combat, destiné à montrer la force du catholicisme lyonnais ; les plans étaient prêts depuis les années 1860, ce sont les évènements de 1870 qui vont débloquer les fonds nécessaires.
D'autres quartiers ne connaissent pas d'évolutions majeures durant ces décennies. Ainsi, Vaise et Perrache sont des zones d'entrepôts et d'industries moyennes. Les Brotteaux, quant à eux, sont à l'époque largement achevés.

Plan des monuments de Lyon en 1894.

Les moyens de communication sont considérablement développés à cette époque, les véhicules à vapeur passant pleinement au stade industriel. Les gares sont construites plus grandes (Saint-Paul en 1872) ou rénovée (Perrache, Brotteaux). Des funiculaires sont ajoutés au premier construit en 1862 (menant à la Croix-Rousse), l'un en 1878, allant de Saint-Jean à Saint-Just et un autre en 1891 entre Croix-Paquet et Croix-Rousse. Le tramway apparait en 1880, tenu par la Compagnie des omnibus et tramway de Lyon, et s'étend rapidement. La première ligne électrifiée relie Lyon à Oullins en 1884.

#### L'ambition d'une cité moderne: 1900 - 1940

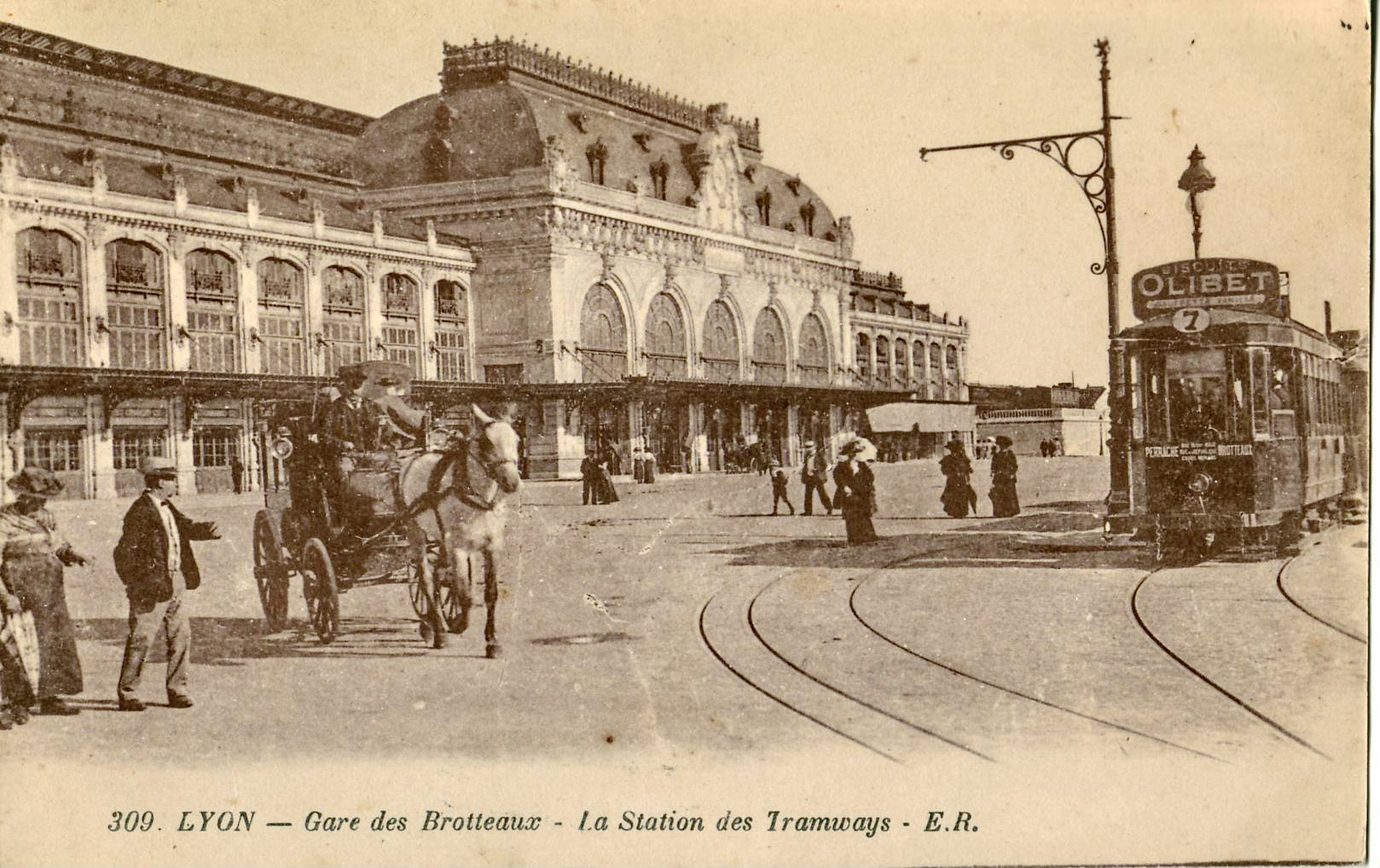
Carte postale de la gare des Brotteaux de 1926.

Le mandat Herriot est un mandat riche en projets d'urbanisme, dans une ambiance intellectuelle de recherche de rupture avec les pratiques antérieures. Le terme d'« urbanisme », nait à cette époque et correspond tout à fait à la volonté des acteurs lyonnais de la transformation de la cité : Tony Garnier, Michel Roux-Spitz, Charles Meysson (architecte de la municipalité), C. Chalumeau (ingénieur en chef de la ville). Il s'agit « de créer quelque chose de contemporain et non pas de perfectionner quelque chose d'existant. Mentalité nouvelle, volonté de se situer non seulement dans le présent mais dans l'avenir ». C. Chalumeau commence par prendre en compte les données les plus exactes possibles de l'existant et des besoins, et établit un plan d'extension présenté à l'exposition internationale de 1914, définitivement arrêté après la guerre en 1919. Jusqu'en 1914, les travaux effectués sont les suites des chantiers engagés par Gailleton, quelquefois retouchés. Avant guerre, Herriot poursuit ainsi le quartier des Brotteaux, autour de la nouvelle gare homonyme, quartier encore fortement marqué par l'architecture haussmannienne. Il fait également construire un grand Lycée, à l'origine annexe du lycée Ampère, le lycée du Parc, désormais emblématique du rayonnement intellectuel de la ville.

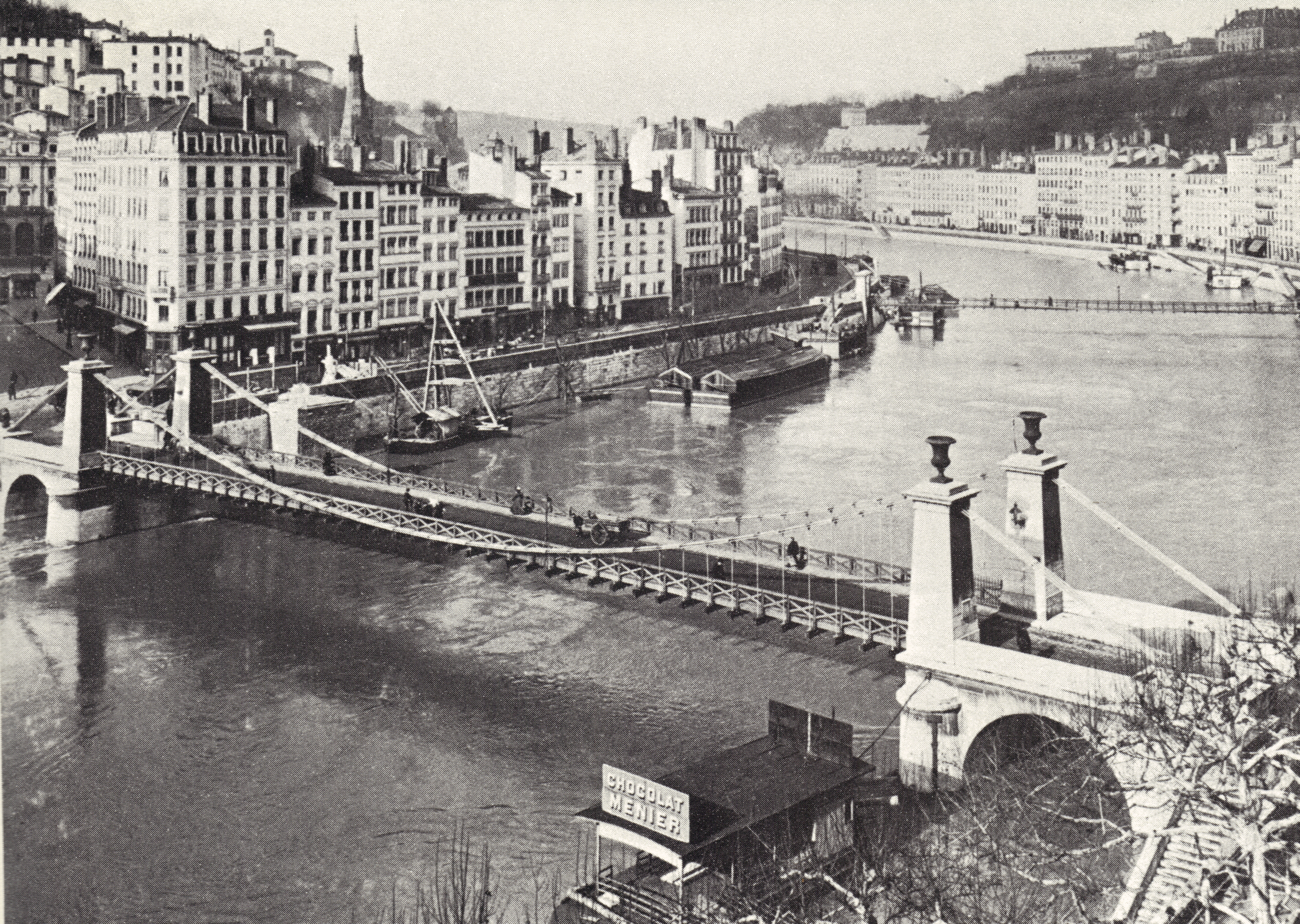
le Pont la Feuillée en 1900.

Dans les intentions générales voulues par les porteurs du projet de modernisation, une attention particulière est portée à l'hygiène (en 1932, le IIIe congrès international de technique sanitaire et d'hygiène urbaine se tient à Lyon) et aux déplacements. Ainsi, pour répondre à la croissance du flux automobile, et notamment au fait que de nombreuses routes nationales arrivent à la ville, il est décidé de créer une demi-boucle en exploitant la ligne de fortifications déclassées et les bas-ports du Rhône. Quatre ponts sont construits à cette période : le pont de l'Homme de la Roche, le pont Pasteur, le pont Wilson et le pont la Feuillée.
D'autres projets voient le jour, sous l'influence notamment de Tony Garnier, en étroite coordination avec le maire. C'est à cette époque que sont lancés les grands chantiers marquants du mandat Herriot : les abattoirs de la Mouche (début des travaux en 1908), qui comprennent notamment la Grande Halle (aujourd'hui halle Tony-Garnier), l'Hôpital de Grange-Blanche (1911) qui devait remplacer le vieil Hôtel-Dieu, et le stade de Gerland (1913). Tous ces chantiers sont terminés dans l'entre-deux-guerres.
Après la Première Guerre mondiale, les projets s'accélèrent. L'hôpital de la Charité est détruit, laissant sa place à la poste centrale et à une place en continuité de la place Bellecour (aujourd'hui place Antonin-Poncet). Le quartier des États-Unis, fortement inspiré de la cité idéale rêvée par Tony Garnier, est construit dans le VIIe arrondissement (cette partie de l'arrondissement deviendra plus tard le VIIIe). Le stade de Gerland est achevé, mais n'accueillera jamais les Jeux olympiques de 1924 qui ont finalement échu à Paris. Après avoir hésité sur l'emplacement, le port fluvial à trois darses est construit sur son emplacement actuel en 1935 : le port Édouard-Herriot.
D'autres projets vont avorter. En effet, la ville lance à cette époque un concours par an, concernant à chaque fois un site différent. Peu de ces projets verront réellement le jour. On peut toutefois citer celui de Tony Garnier qui prévoyait de prolonger l'axe Perrache - Victor-Hugo - Bellecour - République - Opéra jusqu'au boulevard de la Croix-Rousse, au prix d'importantes démolitions sur les pentes et d'une reconstruction dans un style moderne. Cette montée monumentale devait déboucher sur un monument aux morts de la Grande Guerre en lieu et place du Gros Caillou, qui aurait été visible depuis la rive gauche, pendant laïque à Fourvière. La démolition de l'Hôtel-Dieu fut également soumise à concours. Il n'en serait resté que le bâtiment XVIIIe siècle de Soufflot, tandis qu'un nouveau quartier aurait vu le jour en plein cœur historique. La démolition-reconstruction du secteur de la Guillotière, autour de la place du Pont fut également envisagée. L'idée de construire des portes qui fixeraient de manière symbolique les limites de Lyon a été lancée, mais jamais réalisée malgré les projets de plusieurs architectes dont Tony Garnier.

### Structures administratives et institutions lyonnaises
Après l'épisode de la Commune, les tenants de l'Ordre moral appliquent à Lyon la même mesure de répression qu'à Paris avec la loi du 4 avril 1873 qui donne tout pouvoir au préfet du Rhône face à une assemblée élue symboliquement. Après la chute de l'Ordre moral, les édiles lyonnais et le maire Gailleton obtiennent en deux temps la restauration des pleins pouvoirs de l'assemblée municipale, et le droit pour cette dernière d'élire son maire (1881, 1884).

#### Structures administratives de la municipalité

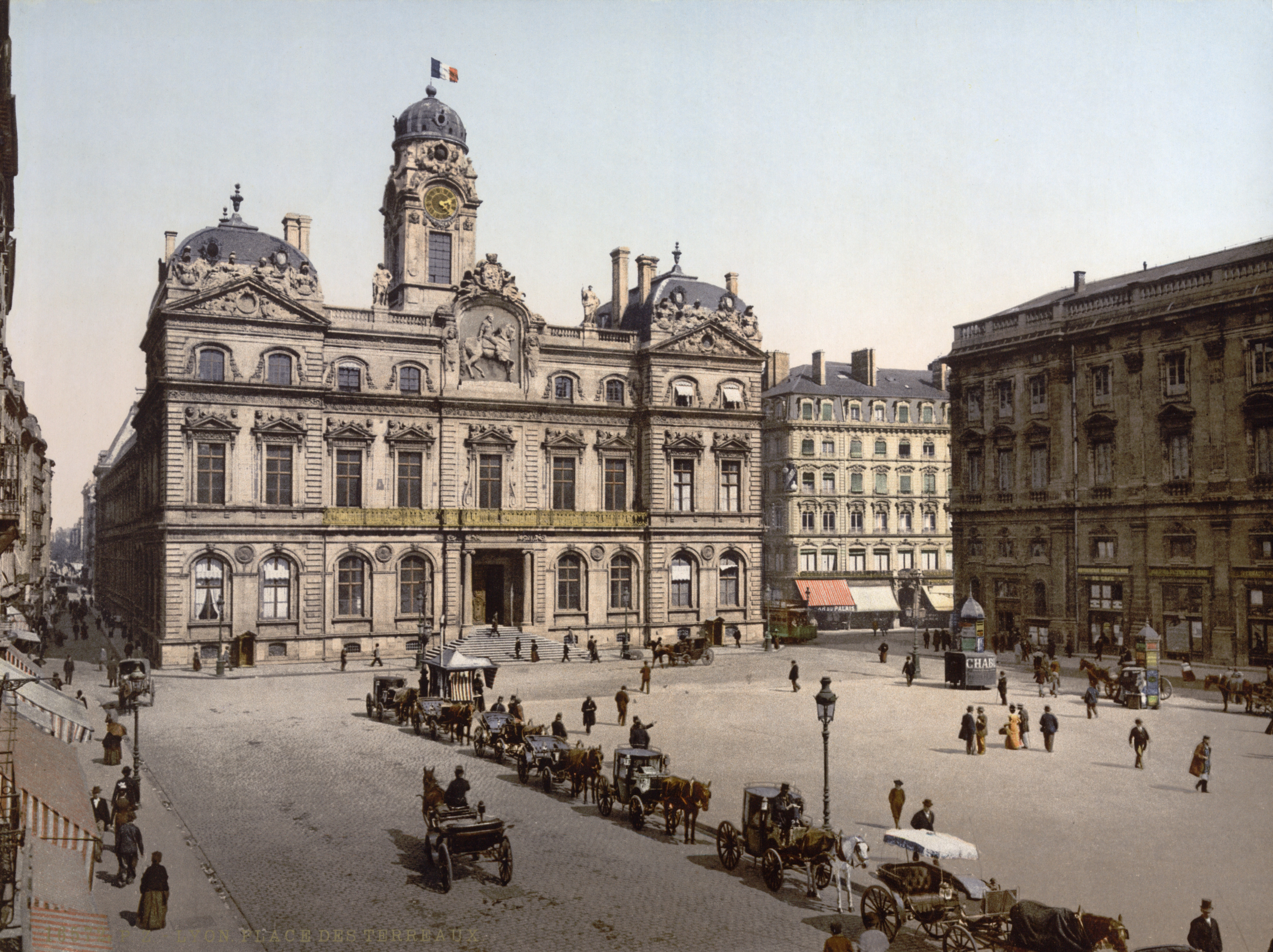
L'hôtel de ville de Lyon sous la Troisième République.

La municipalité lyonnaise dispose durant cette période de vingt services chargés de différentes tâches, mais ces services évoluent fortement durant ces décennies. Parmi ces services se trouvent les services techniques que sont la voirie, l'architecture, la recette, l'octroi. La mairie dispose également de structures culturelles que sont les musées, deux bibliothèques ou un observatoire municipal. À leurs côtés et liés se tiennent les services de l'enseignement, très fortement développé dès les débuts de la République avec la création d'un réseau d'écoles primaires, secondaires ou spécialisées. Lyon dispose dès les années 1880 de nombreux services de l'hygiène, bien spécialisés, tel que l'inspection des subsistances, l'inspection des boucheries et un laboratoire municipal de chimie. Au sein de ces structures, des professionnels sont recrutés pour épauler les agents municipaux chargés des contrôles.
Les bureaux de l'administration de la mairie sont divisés en sections spécialisées de manière rationnelle. Ils évoluent pour répondre à une logique de concentration. Ainsi, lorsque la loi de 1902 donne davantage de pouvoir aux maires sur la santé publique, les services de l'hygiène et de l'alimentation cessent d'être des services séparés pour être regroupés au sein du deuxième bureau (qui concentre déjà les élections, le personnel et la police) et qui est directement sous les ordres du maire. C'est à cette même époque, dans un souci d'avoir au sein d'une même unité les pouvoirs les plus importants que les affaires militaires y entrent également.
En 1924, l'évolution de la spécialisation et de la rationalisation est bien entamée et l'organigramme de la mairie est le suivant :
- Secrétaire général
- 1er bureau : secrétariat du conseil municipal
- 2e bureau : personnel, élections, hygiène, sécurité publique, alimentation
- 3e bureau : finances, comptabilité
- 4e bureau : sous-section 1 : instruction publique et beaux-arts ; sous-section 2 : assistance
- 5e bureau : inhumation, cimetière
- 6e bureau : voirie urbaine, voirie vicinale, architecture
- 7e bureau : police de la voirie, police des ports
- 8e bureau : archives municipales
- 9e bureau : office municipal du travail

Si l'évolution de l'effectif du personnel municipal lyonnais n'est pas discernable dans les archives sur l'ensemble de la période, il est possible de le déterminer sur certaines dates :
| Décennies | Effectif |
| --------- | -------- |
| 1900      | 2748     |
| 1910      | 3086     |
| 1920      | 2129     |
| 1930      | 2931     |
| 1940      | 3753     |

#### La politique sociale menée par la municipalité
La municipalité lyonnaise dispose de quatre services pour réaliser l'ensemble de sa politique sociale : le bureau de la Mairie centrale chargée des affaires d'assistance publique, le bureau d'hygiène et de statistiques, le bureau de Bienfaisance et l'Office municipal du travail.
Dans les années 1890, la mairie consacre entre 11 et 12 % de son budget à l'Assistance publique. Cela représente environ 1.250.000 Frs. Sur cette même période, le département du Rhône consacre une somme similaire mais les œuvres privées drainent plus de 12 millions de Frs. Durant la décennie 1900, cette part se réduit à environ 9 %, pour remonter avant la Première Guerre mondiale vers 11 %. Cette augmentation a pour raison la loi de 1905 sur l'assistance aux vieillards, infirmes et incurables. Elle impose à la mairie de prendre en charge de manière obligatoire cette population à hauteur de 10 Frs par mois.
En 1920, l'Assistance publique devient le second budget municipal derrière la voirie, avec une somme de 5.921.000 Frs soit 17,2 % du budget global. La Première Guerre mondiale a également vu la municipalité devoir soutenir les hospices civils de Lyon dont l'endettement explose durant le conflit. En échange du remboursement des frais d'hospitalisation des malades dont le domicile de secours est Lyon, la mairie obtient le droit de disposer de dix représentants au conseil d'administration des HCL, aux côtés de vingt personnes nommées par le préfet. Durant les années 1920, l'assistance publique devient un service autonome, disposant d'un chef propre et d'une quarantaine d'employés. En 1929, les dépenses d'Assistance atteignent 29.407.000 Frs, soit 22,4 % du budget total, devenant le premier poste budgétaire de la cité rhodanienne. Durant les années 1910-1920, la municipalité investit dans l'assistance aux mères nourrices, aux mères abandonnées, crée des crèches et pouponnières municipales et développe les colonies de vacances.

## Lyon, ville radicale
Dès les premiers moments après la chute de l'Empire, Lyon exprime sa culture politique radicale, c'est-à-dire farouchement républicaine et socialement modérée. Elle garde ce trait jusqu'à la fin de la Troisième République.

### La Commune de Lyon

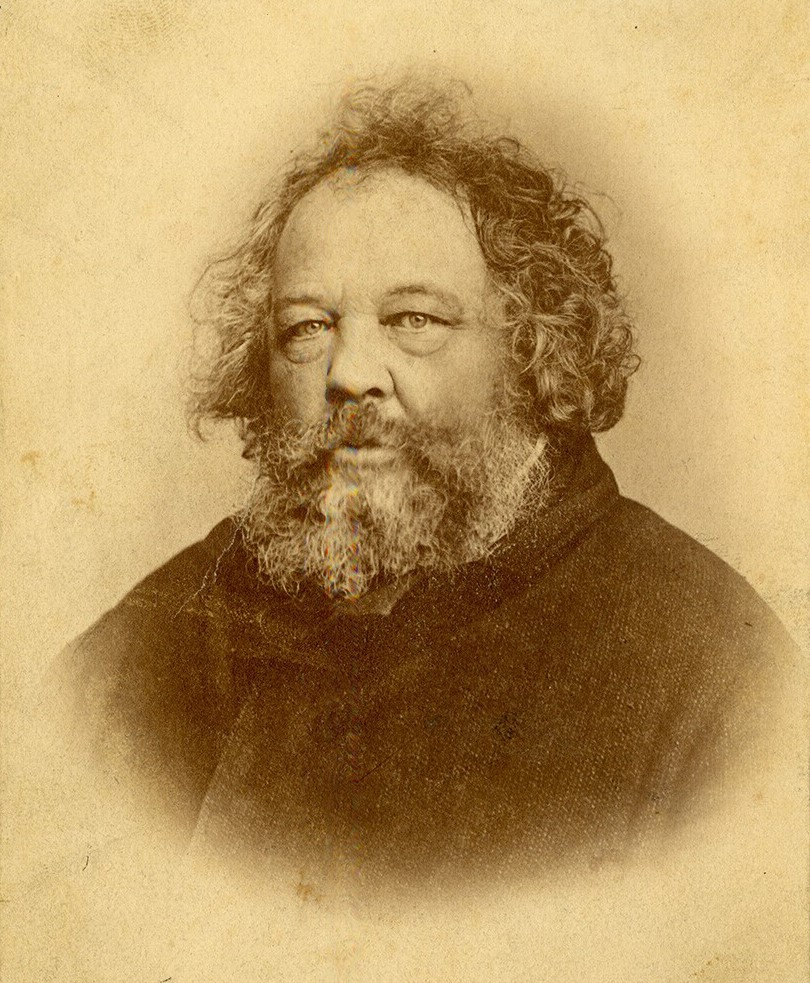
Mikhaïl Bakounine.

Le 4 septembre 1870, à l'annonce de la défaite de Sedan, les milieux républicains soulèvent la cité et investissent l'hôtel de ville,. Ils forment un Comité de Salut public qui proclame la République à Lyon. Il est composé de républicains radicaux, de socialistes, d'anarchistes, de quelques militants de l’Internationale. Le drapeau rouge est hissé sur le beffroi de l'hôtel de ville,. Jacques-Louis Hénon devient le premier maire de Lyon de la IIIe République. Lui et le comité engagent immédiatement de nombreuses réformes. Cette alliance entre les différents courants républicains ne dure pas, et à plusieurs reprises, la population de Lyon montre son attachement à un radicalisme modéré.
Le 28 septembre, le leader anarchiste russe Bakounine, venu de Genève pour soulever la ville de Lyon, appelle à la Révolution internationale et tente de s'emparer de l'hôtel de ville. Il échoue, faute de soutien populaire. En décembre 1870, au cours de la guerre franco-allemande, l'annonce de la défaite des légions du Rhône à la bataille de Nuits fait craindre aux Lyonnais l'arrivée imminente des Prussiens. Un mouvement insurrectionnel tente alors de s'emparer du pouvoir pour préparer la défense de la ville. Des troubles éclatent dans la ville, provoquant l'exécution du Commandant Arnaud.
Mais après la paix, les candidats de la paix et de l'ordre remportent les élections de février 1871, qui se déroulent dans un scrutin départemental défavorable à une gauche de toute façon divisée. La dernière tentative a lieu en avril 1871. La ville connaît de nouveau des troubles, à la suite de la Commune de Paris. Les Internationalistes s'emparent de la mairie d'arrondissement de la Guillotière le 30, tentant de soulever les autres quartiers populaires comme la Croix-Rousse, sans succès. Louis Andrieux, procureur général de la ville, ramène le calme au prix d'une répression sévère.

### 1871 - 1900: le mandat Gailleton

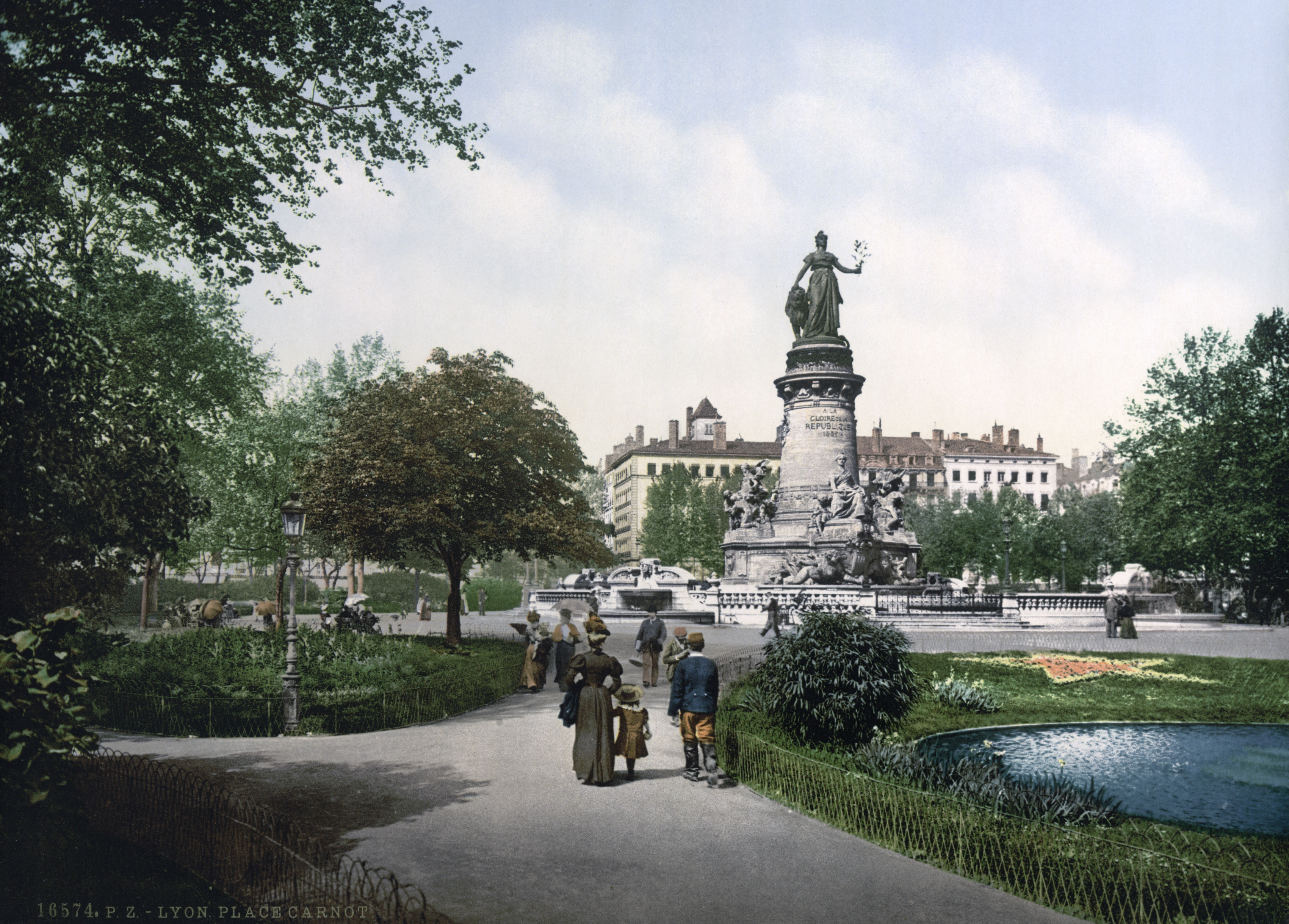
La place Carnot à la fin du XIXe siècle.

Les élections de 1871 portent au pouvoir une majorité de monarchistes, qui se méfient de Lyon et décident par la loi du 4 avril 1873 de lui adjoindre, comme Paris, un préfet ayant tous les pouvoirs. Joseph Ducros, choisi pour réprimer les menées républicaines, multiplie les mesures vexatoires, les condamnations et monte des complots contre les mouvances progressistes. Il reste jusqu'à la chute de l'Ordre moral, en 1875. Les autorités municipales lyonnaises se battent pour abroger la loi de 1873, et obtiennent progressivement gain de cause. En 1881, la mairie centrale est restaurée, mais le maire toujours nommé par le gouvernement. L'année suivante, le maire et les adjoints peuvent enfin être élu, et Antoine Gailleton, déjà choisi par le gouvernement, est confirmé par le scrutin.
Durant les premières décennies de la Troisième République, Lyon enracine solidement son attachement au radicalisme. L'édification de monuments, une presse conquérante, des fêtes civiques, et surtout le 14 juillet, prennent une véritable place dans la vie citoyenne et sont autant de moyen pour les groupes radicaux de construire dans la population lyonnaise une solide culture républicaine et laïque. Il faut également noter l'appropriation par les petite et moyenne bourgeoisie de la figure, à présent enracinée dans les milieux populaires, de guignol. La marionnette devient un emblème de la ville.
Mais la véritable force des républicains modérés ou radicaux, ce sont les comités électoraux. Présents dans chaque quartier, ils sont le moteur de la vie politique lyonnaise avant l'apparition de partis politiques structurés. Leur grand nombre permet de toucher une large population et ainsi d'assurer la victoire aux élections, mais cela permet également au maire d'assurer un pouvoir personnel sans faille face à une base éclatée.

Plan du Parc de la tête d'or lors de l'exposition de 1894.

Le docteur Gailleton, nommé en 1881 est constamment réélu ensuite. Dans le domaine des infrastructures, il fait reconstruire les ponts d'Ainay, gallieni, Lafayette, Morand et lance les travaux de celui de l'Université. Il entreprend d'améliorer l'hygiène publique, avec un service des eaux modernisé, et est à l'origine des premières lignes de tramway. Dans le domaine scolaire, Gailleton crée vingt-deux groupes scolaires, établit également la faculté de médecine, ouvre une école de chimie en 1883 et une école de tannerie en 1889. Il rénove certains quartiers comme Grolée et la Guillotière, Saint-Paul et la Mulatière. C'est à cette époque que Lyon récupère un de ses monuments emblématiques : la Fontaine Bartholdi, initialement prévue pour la Ville de Bordeaux et la place des Quinconces. En 1889, pour le centenaire de la Révolution, le monument de la République de la Place Carnot est édifié. Les expositions universelles de 1872 et de 1894 sont des évènements importants, mais dont le succès n'est pas toujours à la mesure des espoirs suscités.

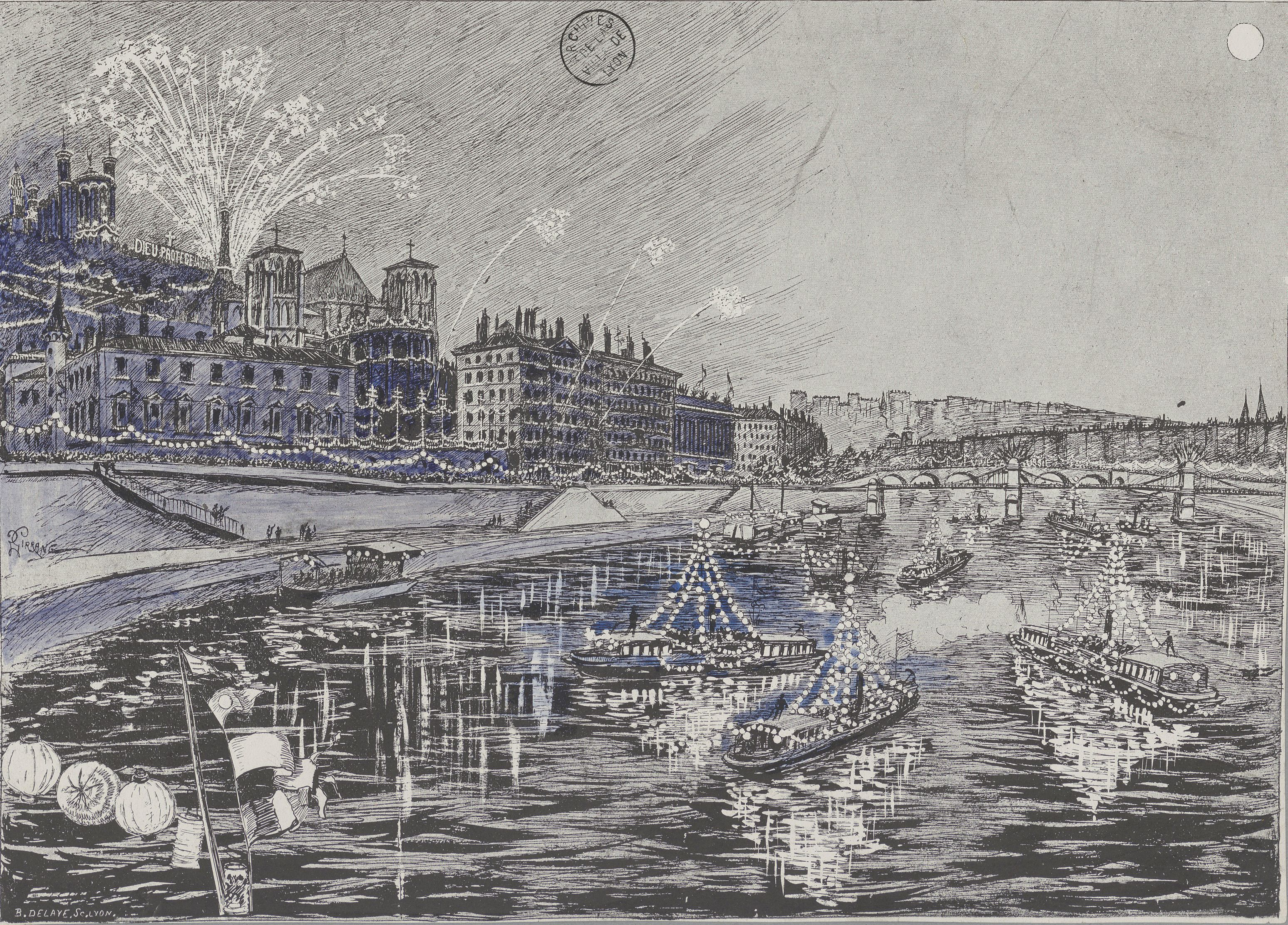
fête vénitienne sur la Saône coteaux de Fourvière et de la Croix-Rousse, gravure de Gustave Girrane, Archives municipales de Lyon

Il existe à Lyon de nombreux mouvements journaux et associations républicains, socialistes ou d'extrême gauche. Parmi les républicains se trouvent de forts groupes républicains italiens issus d'une immigration ouvrière importante. Ils militent pour la chute de la monarchie dans leur pays et sont soutenus par les mouvements démocrates locaux. 
La fin du XIXe siècle est marqué par de nombreux attentats anarchistes, à Lyon comme dans le reste de la France, dont les plus célèbres sont celui qui frappe le Café Bellecour et l'assassinat du Président Sadi Carnot en 1894 par Sante Geronimo Caserio.
En 1900, Antoine Gailleton est battu par le socialiste Victor Augagneur. Très autoritaire, celui-ci entend diriger toutes les institutions lyonnaises, au risque de brusquer les personnes qui les gèrent. Il entre ainsi en conflit avec les hospices civils ou la bourse du travail. Ayant des idées de grandeur pour la ville, il tente de créer une grande commune de Lyon en annexant les municipalités voisines, comme Oullins, La Mulatière, Villeurbanne, Vénissieux, Bron, etc. Cette tentative échoue.

### 1905 - 1939: le mandat Herriot

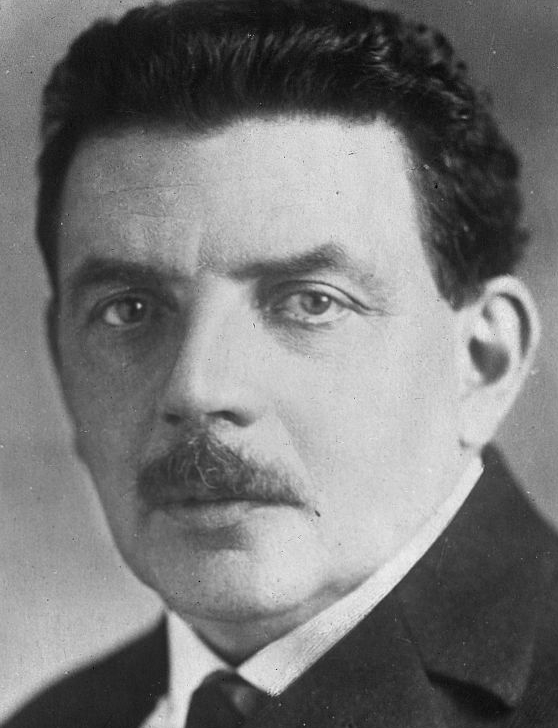
Édouard Herriot.

En 1905, un jeune normalien devient maire de Lyon en remplacement de Victor Augagneur, parti à Madagascar comme ministre plénipotentiaire du gouvernement Rouvier : Édouard Herriot. Ce maire va rapidement s'imposer comme un maire charismatique, parfaitement et longtemps en phase avec la population lyonnaise. Il est constamment réélu jusqu'à sa mort en 1957, malgré un long épuisement électoral à partir des années 1930 et de nombreuses mises en minorité.
Édouard Herriot abandonne immédiatement les rêves de grandeur de son prédécesseur, tel l'idée d'annexion des communes voisines ; et il rétablit la paix publique avec les institutions importantes de la ville. Gestionnaire raisonnable des deniers publics, il sait s'entourer de personnes efficaces (le secrétaire général Joseph Serlin, le professeur Jules Courmont ou l'architecte Tony Garnier) pour porter des projets ambitieux sans mettre à mal les finances municipales.
Durant la Première Guerre mondiale, Lyon participe à l'effort de guerre en accueillant un grand nombre de blessés. Outre les hôpitaux militaires, vite saturés, et les structures civiles toutes réquisitionnées et elles aussi rapidement débordées, la mairie crée des hôpitaux municipaux, installés dans des groupes scolaires, des usines ou des salles de réunions. La société civile se mobilise pour fournir aux blessés soins et fournitures.
Après-guerre, les projets s'enlisent. La crise affaiblit en effet les dépenses publiques. Mais Herriot, très occupé par ses mandats nationaux et ne souhaitant rien déléguer, ne peut pas s'occuper correctement de tout dans la cité « lors de ses week-ends lyonnais, déjà surchargés de banquets, inaugurations et réceptions, sans parler de la séance du conseil municipal et des audiences du : dès la fin des années 1920, au maire-réalisateur fait place de plus en plus un maire-totem. »

## Mutation et essor de l'industrie lyonnaise

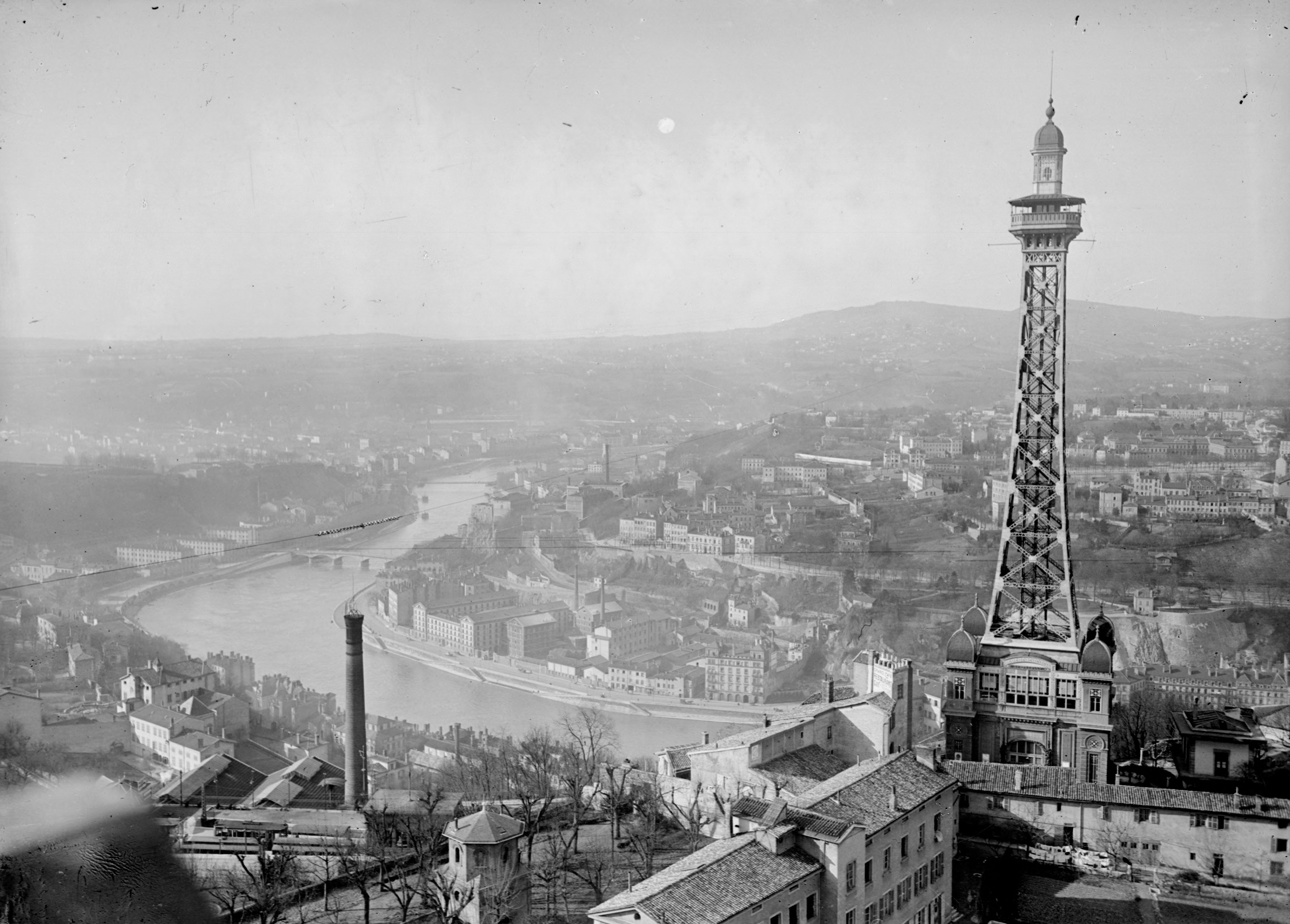
Vue des quartiers industriels du nord de Lyon, sur les bords de Saône, de Vaise et de Saint-Vincent.

La période 1890 - 1930 présente une grande homogénéité pour Lyon sur le plan économique, en dépit de quelques inflexions. Encadrée par deux crises importantes, elle est caractérisée par la transformation de la soierie traditionnelle lyonnaise, l'apparition et le développement important de nombreuses activités innovantes dans les secteurs de la chimie, de l'électricité et de l'automobile, et le passage de nombreuses sociétés artisanales à une taille industrielle.

### La crise des débuts de la Troisième République
Les années 1870 et surtout 1880 sont marquées à Lyon par des difficultés économiques importantes. La sidérurgie, dès 1877, connait des pertes de chiffres d'affaires en raison de la baisse du prix du fer et de l'inadaptation d'un appareil productif trop longtemps resté semi-artisanal. À cela s'ajoute en 1882 le krach de l'Union générale, qui raréfie le crédit, rendant les investissements plus difficile et entrainant de nombreuses faillites. Lyon sort de ces difficultés à partir de la fin des années 1880 en misant sur de nouveaux secteurs d'activités. Durant les décennies suivantes, « la valeur des usines croit beaucoup plus vite dans le Rhône que dans le reste de la France. »

### Crises et reconversion de la soierie

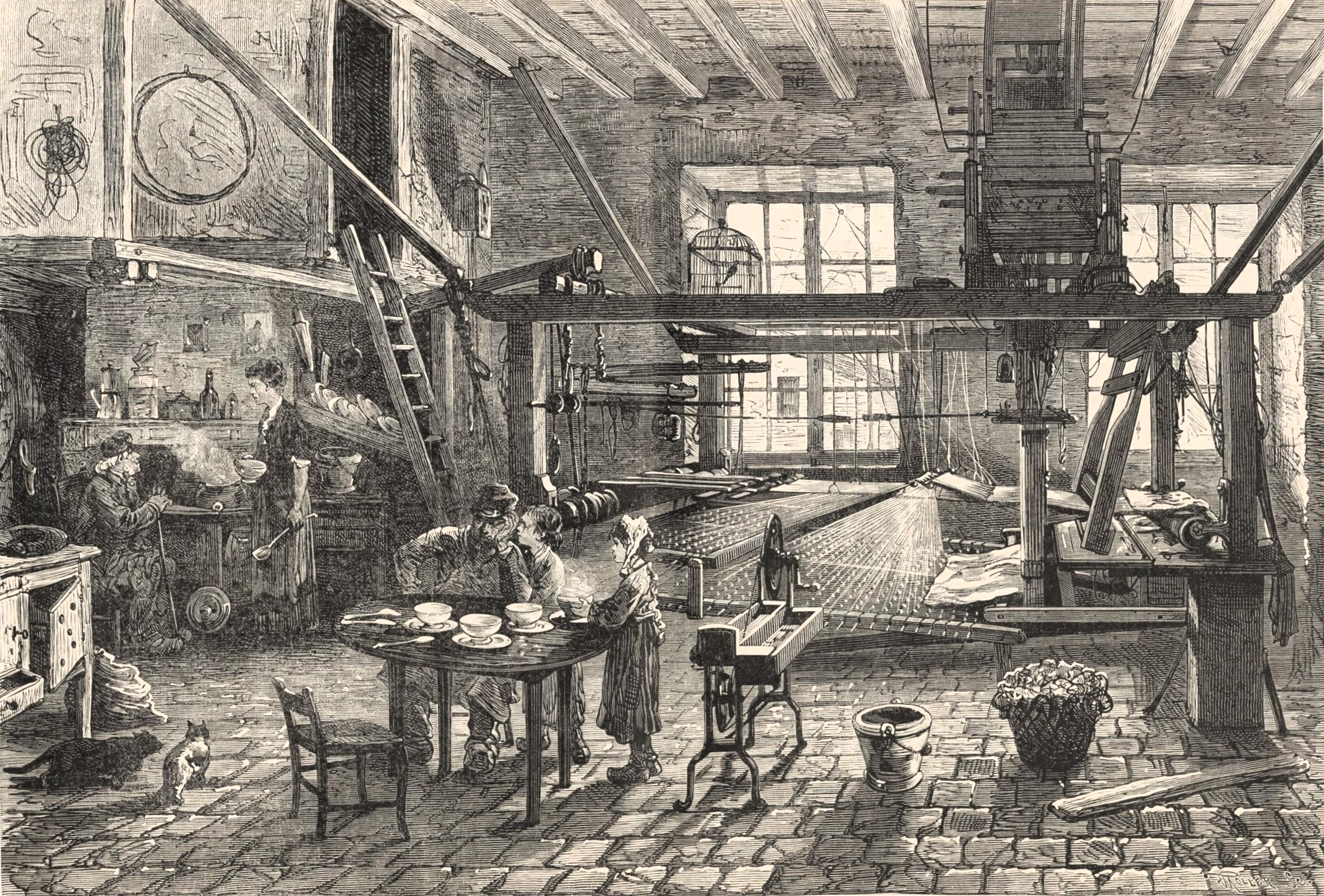
Intérieur d'un canut, au moment de la crise de 1877.

Avec l'avènement de la Troisième République commence le déclin de la Fabrique lyonnaise. Les causes principales en sont la désaffection du public pour les soies ouvragées et la montée de concurrences nouvelles. Malgré de nombreuses tentatives d'adaptation et recherches de solution, le secteur s'effondre avec la crise des années 1930.

#### Les années 1880: Premier déclin
Les années fastes perdurent jusqu'en 1875-1876, puis la tendance se retourne lourdement. Au tournant des années 1880, les années de crise se succèdent. L'industrie soyeuse lyonnaise est frappée en premier lieu par la contraction générale de l'économie française et européenne. Mais cet événement conjoncturel n'explique que partiellement les difficultés du secteur. À cela s'ajoute le fait que la mode renonce définitivement aux soies pures et façonnées, se tournant vers des tissus mélangés, les crêpes, les gazes, les mousselines, etc. L'essor des tissus où la soie est mélangée à d'autres matières (coton, laine) est définitif, pour des raisons de prix de revient. D'autres tissus de qualité encore moindre s'imposent grâce à leur prix encore inférieur, tels la soie tussor élaborée avec le ver à soie Tussah asiatique ou la schappe.
Dans le même temps, la concurrence devient plus rude, dans un contexte de protectionnisme douanier. Les industries textiles de toute l'Europe, souvent plus récentes, s'adaptent très rapidement aux exigences du marché. Lyon doit céder la première place sur le marché mondial de la soie à Milan. Même les soies américaines, japonaises et chinoises entrent en concurrence avec les lyonnaises. Cette difficulté à faire face à cette mondialisation se retrouve dans les réseaux d'approvisionnements. Si la crise des années 1850 a été surmontée, c'est grâce à des investissements en Italie et dans le Levant. Mais les Lyonnais sont très peu présents en Asie, les quelques tentatives dont l'initiative Pila sont des exceptions.
|                       | 1867 | 1870 | 1875 | 1880 | 1890 |
| Fabricants de soierie | 399  | 386  | 370  | 372  | 282  |
| Fabricants de tulles  | 67   | 74   | 51   | 54   | 44   |

De nombreuses maisons de soies ferment leurs portes durant cette décennie. Dès les années 1890, les survivantes s'efforcent de répondre à cette nouvelle situation.

#### Le tournant de la Belle époque: Tentative d'adaptation

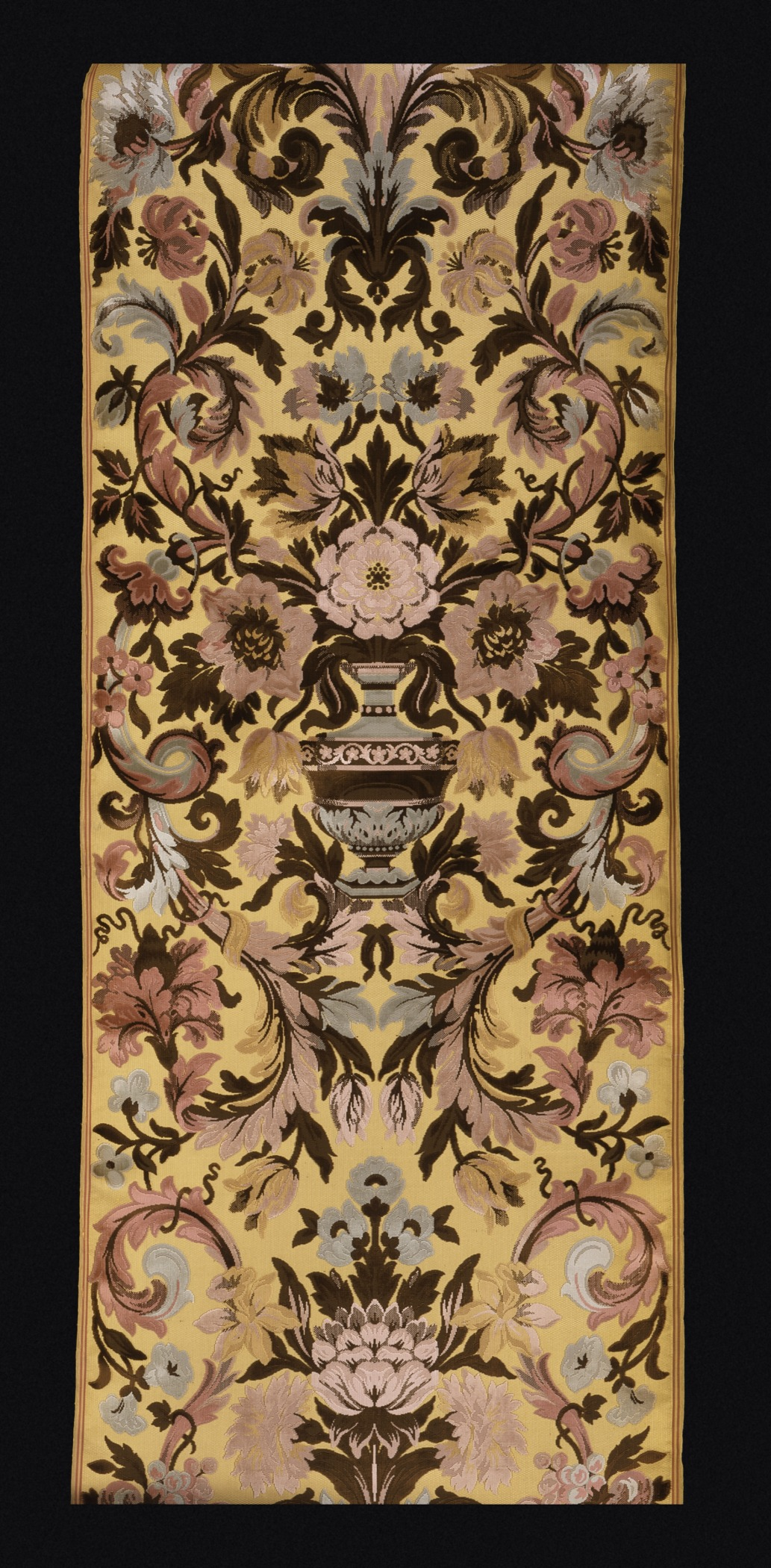
Tissu mélangé soie et lin de la maison Prelle, réalisé vers 1876. Conservé au musée d'art du comté de Los Angeles.

Réactifs, les soyeux lyonnais parviennent à répondre à la crise à la Belle époque en s'adaptant lourdement. Les maisons les plus dynamiques produisent de nouveaux tissus, s'engagent dans la mécanisation et tissent d'autres matières. La Première Guerre mondiale arrête brutalement presque toute la production.

##### De nouveaux tissus
De nombreux fabricants se tournent résolument vers les nouveaux tissus et retrouvent une place prédominante dans le commerce mondial des matières précieuses jusqu'aux années 1930. Ces tissus sont soit des fils de soie mélangés avec d'autres matières (laine, coton) ou des soies de moindres qualités. Les fabricants n'hésitent ainsi pas à employer les méthodes de leurs concurrents pour leur ôter tout avantage compétitif,.
Dans le même mouvement, une partie de la Fabrique se tourne vers les matières entièrement synthétiques. Plusieurs fabricants soyeux fondent ainsi en 1904 la « Société lyonnaise de la soie artificielle » ; même si nombreux sont ceux au sein de la Fabrique à ne pas se tourner résolument vers ce fil jugé moins noble. Les réussites commerciales de l'industrie textile lyonnaise jusqu'aux années 1920 sont dues en grande partie à la rayonne et à la fibranne. De fait, les maisons n'utilisant que de la soie naturelle enregistrent un important recul ; tandis que l'industrie textile lyonnaise en général parvient à se maintenir.

##### La mécanisation

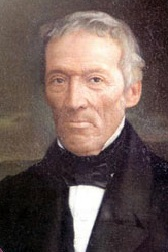
Claude-Joseph Bonnet, un des précurseurs de l'industrialisation du tissage de la soie.

Les industriels entament une mécanisation intense de leurs outils de production. Le nombre de métiers mécaniques passe ainsi de 5 000 en 1871 à 25 000 en 1894 et 42 500 en 1914. La soie pure étant fragile, elle n'est pas adaptée à une mécanisation lourde. Mais l'essor des fils mélangés ou de moindres qualités lève le problème et nombreux sont les grands soyeux à se tourner vers ces métiers à tisser pour réduire les coûts, telle la maison Bonnet. Cet essor ne signifie pas la disparition immédiate des métiers à bras, mais leur nombre diminue rapidement. Avant la Première Guerre mondiale, la mécanisation ne touche toutefois que les soies de qualités basses et moyennes, et non les soieries riches et moins encore les façonnés. La fragilité des plus belles fibres et les difficultés pour préparer un métier Jacquard pour reproduire des motifs complexes ne rendent pas à cette époque rentable leur réalisation sur des métiers mécaniques. Les métiers à bras sont 115 000 en 1873, encore 56 000 en 1900 et plus que 17 300 en 1914. Globalement, la montée en puissance des métiers mécaniques permet d'augmenter la capacité de production de la Fabrique, qui augmente de 25 % entre 1877 et 1914.
Cette évolution touche surtout les métiers à tisser intra-muros. Les métiers à bras lyonnais ne sont ainsi pas remplacés sur place, mais dans les régions limitrophes, surtout en Isère, vers Voiron, la Tour-du-Pin ou Bourgoin. Certaines sociétés ferment même leurs commandes aux métiers lyonnais pour créer des filatures à l'étranger. Ainsi, la maison Payen ouvre et agrandit plusieurs fois des usines de filature en Italie. De même, la maison Guérin investit en Italie, avant de racheter en 1900 les filatures de Mont-Liban à Palluat, Testenoire et Cie.

##### L'approvisionnement

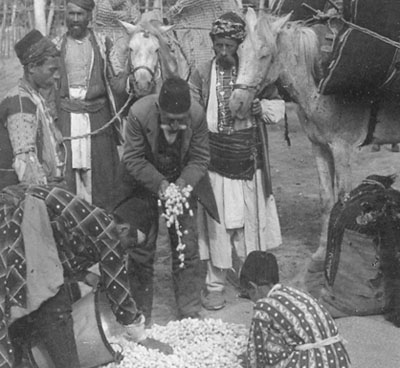
Vente de cocons de soie près d'Antioche destinés à des acheteurs lyonnais. Environ 1890-1900.

Les industriels soyeux les plus entreprenants surpassent les habitudes traditionnelles de la Fabrique et s'aventurent vigoureusement dans l'importation de matières premières (brutes ou déjà ouvragées) directement d'Asie. En effet, les filatures d'Extrême-Orient font alors des progrès importants, qualitatifs comme quantitatifs. Les moyens de communication et de transports sont bien plus performants, de même que les systèmes commerciaux internationaux, rendant les achats directs sans intermédiaires plus fiables. Des maisons comme Permezel n'hésitent pas à procéder ainsi, de même que Veuve Guérin et fils, qui investit dans des filatures au Moyen-Orient en rachetant les usines de Palluat-Testenoire,.
Pour mieux connaître la soie chinoise, à l'imitation de la mission Lagrénée de 1844, une seconde expédition est organisée à l'invitation de  Frédéric Haas, consul de France, à Hankou. Cette fois-ci, la chambre de commerce de Lyon envoie Ulysse Pila en tant qu'organisateur et commissaire délégué. Des délégués d'autres villes et d'autres secteurs industriels sont invités, pour atteindre un total de treize membres de l'expédition. Partis de Marseille en septembre 1895 et arrivés à Saigon un mois plus tard, ils parcourent toute la Chine durant deux ans. À leur retour, ils publient un ouvrage et de nombreux rapports techniques, qui seront largement exploités par les soyeux lyonnais.
La recherche d'un meilleur approvisionnement en fil de soie incite la chambre de commerce à créer en 1885 le « Laboratoire d'études de la soie ». Le but est de mieux connaître le bombyx du mûrier pour garantir un fil de la meilleure qualité. Cet institut effectue des recherches sur la vie de l'animal et les caractéristiques de sa soie. Les résultats des travaux servent pour la mécanisation du moulinage et du tissage. Ce laboratoire élargit également son champ d'étude à toutes les espèces séricigènes, constituant une importante collection d'animaux. Le laboratoire est installé au second étage de l'immeuble de la Condition des soies. Couplé au laboratoire, un musée sérique est constitué pour contenir les collections de spécimens recueillis par l'institution et fournis autant par des commerçants en soie, d'autres musées, des agents consulaires ou des particuliers. Rapidement, dès 1890, le musée s'ouvre au public et aux institutions d'enseignement. Il présente également ses collections partout en France lors de manifestations, telles les expositions universelles.

##### La spécialisation

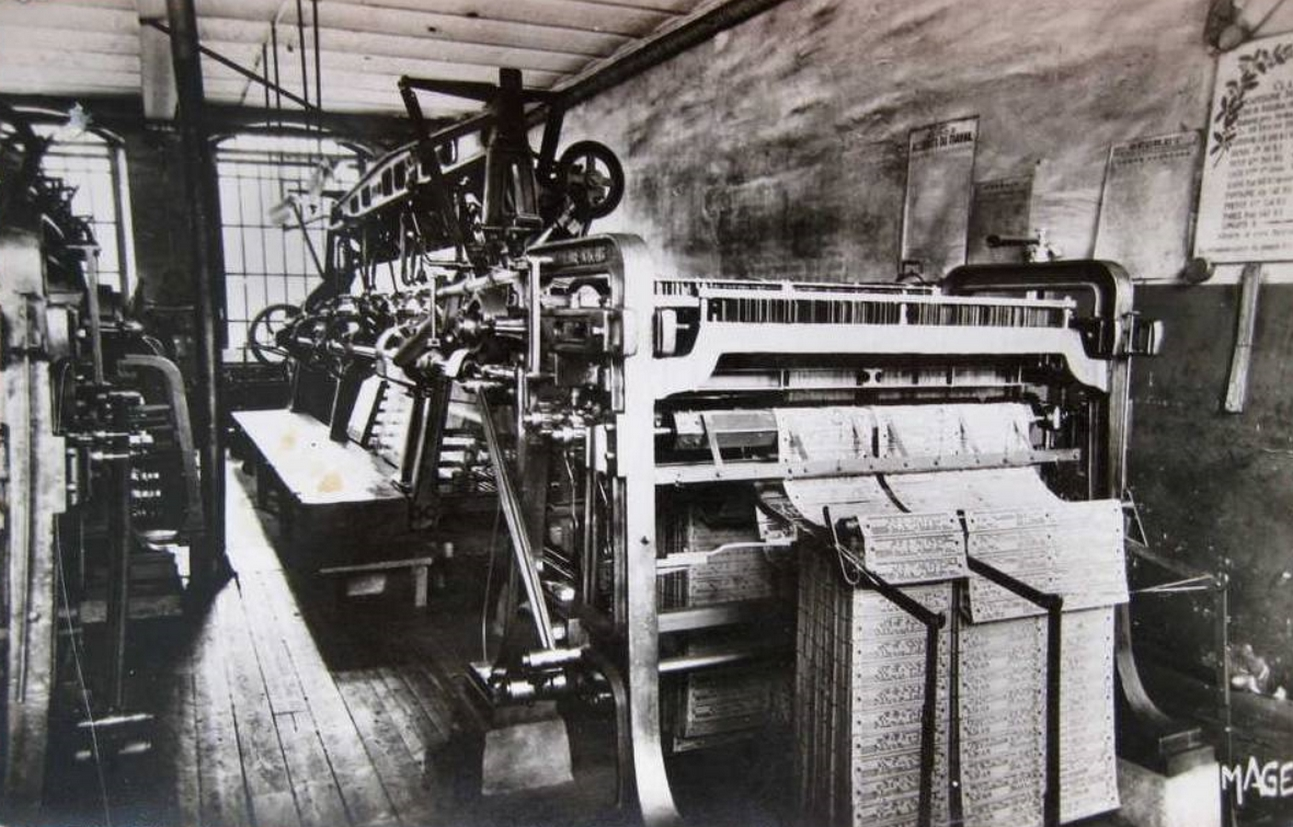
Un métier à tisser la dentelle avec une mécanique Jacquard.

D'autres maisons, enfin, tentent de surmonter la crise en resserrant leurs activités autour d'un noyau de clientèle et d'un produit. Ainsi, la société Tassinari et Chatel se consacre dès le début de la crise et jusqu'aux années 1910 à la paramentique et au tissu d'ameublement. Après 1910, la politique de spécialisation de poursuit avec l'abandon du textile religieux.
D'autres entreprises se spécialisent dans le haut de gamme vestimentaire, en ouvrant alors des comptoirs à Paris au plus près des élites et des grands couturiers qui dictent les évolutions de la mode. Ainsi, la maison Atuyer-Bianchini-Férier se place près de l'opéra Garnier et embauche des artistes prestigieux pour imaginer ses motifs, dont Raoul Dufy de 1912 à 1928.

##### Le changement de gamme
Une majorité de fabricants sous la Troisième République se tourne résolument vers le marché de la soie bon marché. En effet, les façonnés aux motifs floraux classiques trouvent de moins en moins de clients et sont en déclin aux alentours de 1900. C'est à cette période que les motifs Art nouveau font leur apparition, suivant la tendance générale de la mode.
Accompagnant l'éclosion de la mode de « Petite Nouveauté » à la belle époque, qui voit des fabricants reprendre les motifs et thèmes de la Haute nouveauté dans des configurations simplifiées et des matières de moindre qualité, de nombreux soyeux s'engagent résolument sur ce créneau délaissé autrefois aux fabricants étrangers. La maison la plus emblématique de cette stratégie commerciale est celle dirigée par Léon Permezel, qui parvient par de nombreux moyens techniques à valoriser les déchets de soie et les matières moins nobles pour produire en masse.

##### Autres initiatives
Plus symboliquement, en 1886, le Conseil municipal de Lyon crée une marque aux armes de la ville permettant aux acheteurs de reconnaître une étoffe tissée à Lyon. Dans les mêmes années, et malgré des réticences dans le milieu professionnel, la mairie ouvre une école de tissage pour aider la Fabrique à disposer d'un vivier de tisseurs qualifiés,.
La chambre de commerce ouvre en 1872 une école de commerce pour améliorer l'efficacité des commerciaux de la Fabrique. Accueillant l'école de Mulhouse qui a quitté la ville après l'annexion de l'Alsace-Lorraine par l'Empire allemand, elle s'inspire des institutions étrangères et intègre rapidement un cours de tissage.

#### L'épreuve de la Grande guerre
Durant le premier conflit mondial, la Fabrique souffre terriblement. Le marché du luxe est paralysé, les clientèles européennes inaccessibles et le fructueux marché de l'Empire russe disparaît. À l'autre bout de la chaîne, les importations de soie brute, que ce soit d'Italie ou d'Asie, sont arrêtées. Par ailleurs, une grande partie des ouvriers et des patrons sont mobilisés. L'activité freine brutalement en 1914,. Elle reprend timidement en 1915, à un niveau très bas pour remonter lentement durant la guerre. L'approvisionnement en soie redémarre également, et le souci pour les maisons devient le manque de main-d'œuvre.
| Année  | 1913 | 1915 | 1916 | 1917    | 1918 |
| ------ | ---- | ---- | ---- | ------- | ---- |
| Indice | 100  | 65   | 65   | 70 à 75 | 80   |

Le blocage des importantes importations de produits chimiques allemands et la mobilisation des moyens de production pour d'autres activités par l'armée posent de lourds problèmes aux teinturiers. Les moyens mis en œuvre pour produire malgré tout sont le rallongement des délais, l'utilisation de produits de remplacement et la réduction de la gamme de couleur proposée au client.
Contrairement à d'autres industries qui peuvent participer à l'effort de guerre en se reconvertissant, l'industrie de la soie n'a pas cette option. Elle ne bénéficie donc pas directement de la guerre 1914-1918. Toutefois, un effet du conflit est l'obligation pour les fabricants qui parviennent à trouver un débouché de se tourner vers la soie artificielle ou d'autres fibres, poursuivant ainsi l'évolution de la production entamée avant le conflit. Une autre conséquence de la guerre est l'ouverture pour les maisons françaises des marchés traditionnellement acquis aux fabricants allemands. Les Pays-Bas et les pays scandinaves s'ouvrent ainsi aux soies lyonnaises. D'autres, où les commissionnaires lyonnais étaient en concurrence avec les Allemands, deviennent plus aisés à prospecter : États-Unis, Brésil, Argentine, Espagne.

#### Le sursaut des années 1920 et l'effondrement avec la Grande crise
Après les difficultés dues à la Première Guerre mondiale, la Fabrique se relève vigoureusement. La modernisation de l'appareil productif avec le passage massif à la mécanisation et l'appel d'air fournit par le statut de Paris comme capitale mondiale de la mode le permettent. Des évolutions initiées avant guerre, les soyeux vont faire un nouveau modèle, fructueux durant les années 1920, mais insuffisant pour survivre à la Grande Dépression. Celle-ci est le révélateur des faiblesses subsistantes au sein de la Fabrique, et sonne le glas de l'industrie soyeuse lyonnaise.

##### Les années 1920: Petite nouveauté et grand luxe, le nouveau modèle de la Fabrique

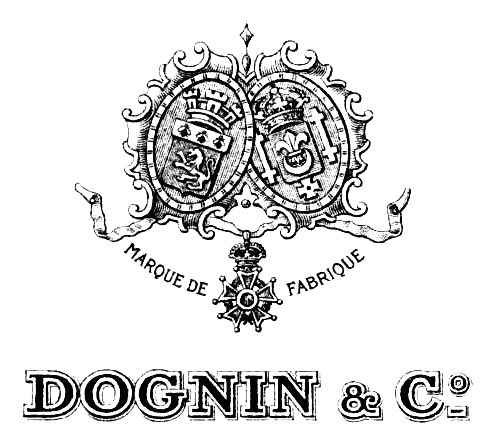
Les armes de la maison Dognin.

Durant les années 1920, la Fabrique lyonnaise connaît un essor commercial important grâce à une mécanisation poussée, aux débouchés de la haute couture et l'essor du prêt-à-porter. Cette période voit également les circuits commerciaux se modifier complètement pour se tourner résolument vers la nouvelle puissance mondiale américaine. Parmi les maisons qui connaissent un grand succès à cette époque, il y a Bianchini-Férier, Ducharne ou Coudurier-Fructus.

###### Mécanisation et rationalisation
Durant les années 1920, la Fabrique change d'ère en renonçant définitivement aux métiers à bras. Pour beaucoup de maisons majeures, cette époque est celle d'un renouvellement de génération des dirigeants et les nouveaux n'hésitent pas à s'engager dans la voie de la mécanisation. Qu'elles s'orientent vers le luxe ou des produits plus accessibles, ces firmes s'industrialisent. Les artisans tisseurs traditionnels, propriétaires de deux ou trois métiers et travaillant pour le compte d'un marchand-fabricant, disparaissent massivement à cette époque. Il subsiste encore 17 300 métiers à bras en 1914, ils ne sont plus que 5 400 en 1924, selon une tendance définitive. Pour de nombreuses sociétés, cette industrialisation s'accompagne d'une rationalisation de la production, en intégrant dans une même usine le plus d'étapes possibles de la production. La maison Dognin et la société Petits-fils de Cl.-J. Bonnet sont représentatives de cette politique. En règle générale, les maisons déjà engagées dans ce processus ou celles qui suivent vigoureusement connaissent alors une réussite leur permettant d'investir dans des ouvertures ou des agrandissements d'usine importants. Dans le même mouvement, de nombreuses maisons s'engagent dans le tissage de fibres artificielles, essentiellement la viscose.

###### Produire en masse: la petite nouveauté
En se modernisant, les soyeux sont alors en phase avec la prospérité des Années folles. Ils suivent l'engouement des classes moyennes urbaines à la recherche de vêtements de mode à un prix pas trop élevé. Les circuits mis en place partent des modèles de haute couture, qui sont simplifiés et fabriqués avec des matières moins chères. Les couturiers vendent ainsi non seulement des vêtements uniques et luxueux, mais aussi les modèles destinés à une clientèle souhaitant copier les élites. « En Amérique, principalement à New York, les modèles vendus sont adaptés pour être reproduits en série. À chacun d'eux est jointe une « fiche de références », remise par le vendeur et qui porte des renseignements facilitant leur répétition : qualité du tissu, métrage nécessaire ou noms des fournisseurs ».

###### Suivre la mode parisienne: les soyeux lyonnais et le luxe mondial

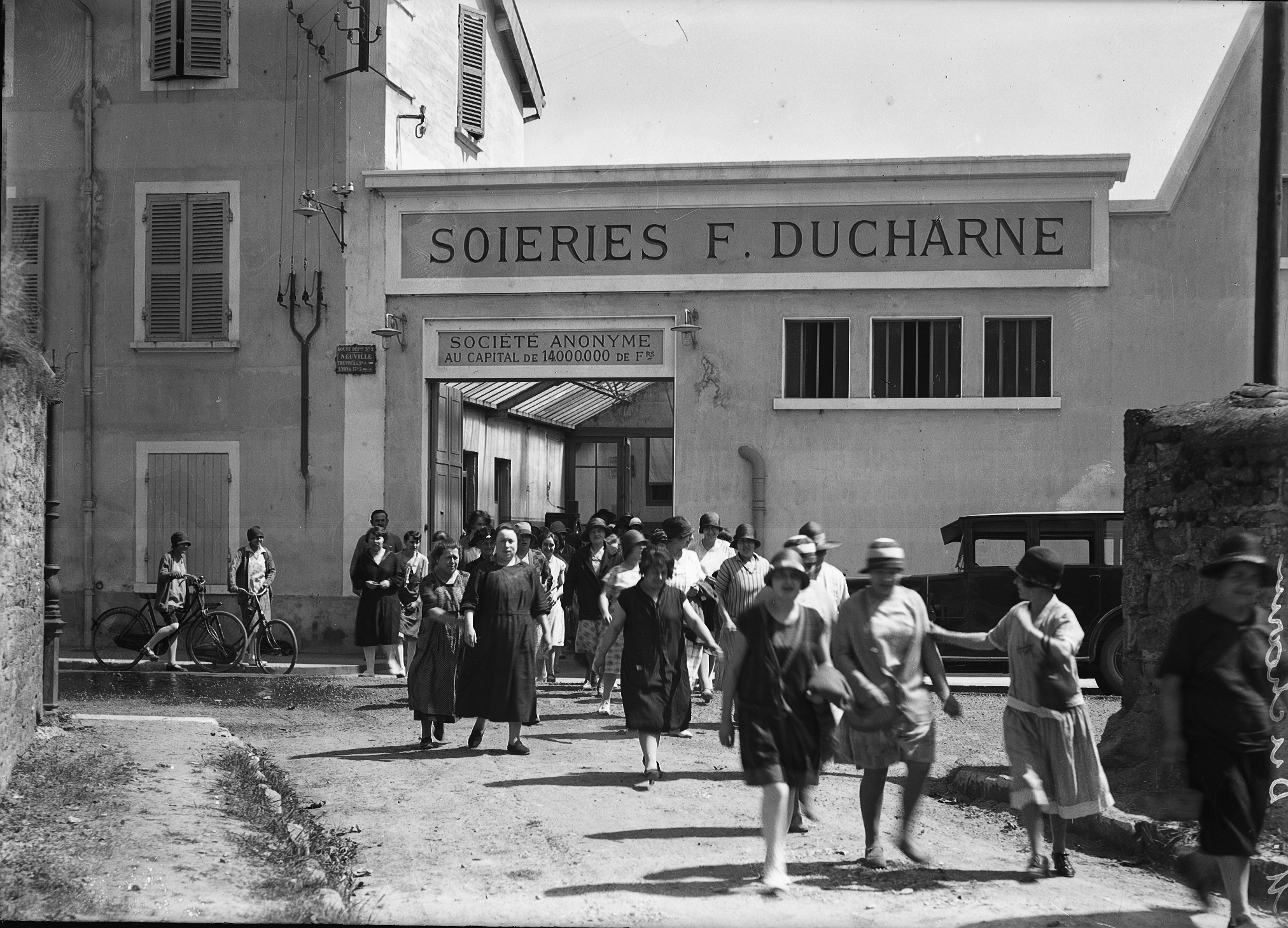
La sortie des ouvrières, Soieries F. Ducharne à Neuville-sur-Saône, en 1930.

Les soyeux lyonnais bénéficient également du statut de Paris comme capitale mondiale de la mode, qui leur permet d'être à la pointe de la créativité. La majorité des maisons suivent de près les tendances parisiennes de la haute couture, qui dictent les évolutions de la mode,. Créant ainsi des tissus de Haute nouveauté, ils retrouvent une place dominante sur le marché du luxe mondial. La multiplication des maisons de haute couture à cette époque permet à la plupart des maisons lyonnaises de trouver des acheteurs. La clientèle des maisons de haute couture, qui s'américanise beaucoup, est constituée de très riches particuliers pour une petite part et d'acheteurs professionnels pour la majorité. Si les premiers sont très recherchés pour leur capacité à assurer la renommée d'une collection, les seconds le sont pour le volume de tissu qu'ils demandent. Pour disposer d'une équipe de dessinateurs capable de suivre au plus près la mode parisienne, la Fabrique crée une école directement à Paris, l'école Dubost.
Parmi les maisons naissant à cette époque, on peut citer les Soieries Ducharne, créée en 1920 à Lyon et à Neuville-sur-Saône, qui s'orientent rapidement vers les fabrications destinées à la haute couture française.
Le secteur du luxe reste toutefois fragile. En effet, le goût des élites change et se porte vers moins de vêtements luxueux durant la journée. Les femmes, notamment, délaissent les robes sophistiquées pour leurs activités journalières, les réservant pour les sorties du soir. Cela restreint la demande en soies les plus précieuses.

##### La Fabrique dans la crise de 1929
La plupart des grosses maisons soyeuses lyonnaises sont restées sur un mode de fonctionnement assez élitiste, et ne profitent pas de la réduction des coûts permis par l'arrivée des fibres artificielles pour faire baisser leurs prix de vente et viser une clientèle modeste. Elles ne s'en servent qu'à la marge, pour donner des aspects particuliers ou des qualités nouvelles à la soie naturelle. Ainsi, en 1927, si l'agglomération lyonnaise produit plus du tiers de la fibre artificielle française, ses propres tissus n'en contiennent pas plus de 10 %, beaucoup de maisons refusant encore d'en introduire dans leurs produits. Lorsque la crise de 1929 frappe les États-Unis, la soierie lyonnaise, qui exporte massivement pour les élites américaines ressent vivement le choc. Les carnets de commande étant alors pleins, la Fabrique connaît encore une activité acceptable jusqu'en 1932, mais les dirigeants voient s'approcher une crise qui les laisse sans solution de repli. En effet, la prospérité des années 1920 a entraîné la multiplication de nouvelles petites maisons qui proposent des tissus de soie de qualité moyenne à médiocre. Celles-ci inondent le marché qui, lorsque la crise frappe, se trouve pour plusieurs années saturé, forçant de nombreux acteurs à vendre à perte. Par ailleurs, leur volonté de ne pas investir dans des matières moins chères (coton, laine) les prive d'une alternative à une période où la soie ne trouve plus preneur.
Le choc est très violent. Entre 1928 et 1934, la valeur de la production de soieries s'effondre de 76 %. Sur ces huit ans, cinquante maisons disparaissent, leur nombre passant de 119 à 69. Des sociétés importantes et séculaires s'effondrent, telles les Guérin, Payen ou Ulysse Pila. En valeur, durant la même période, les sorties de soie de la ville passent de 5 150 M.F. à 1 200 M.F.. Les exportations, vitales pour la survie de l'industrie lyonnaise, s'effacent également. En valeur, de 3 769 M.F. en 1928, elles s'abaissent à 546 M.F. en 1936. En volume, elles ne diminuent que de moitié, ce qui montre bien une forte baisse des prix de vente.
Pour survivre, beaucoup de sociétés abandonnent purement et simplement la soie, se tournant entièrement vers les fibres artificielles. Même si cette fibre est bien moins rémunératrice, son prix bas permet de trouver encore un marché. Ainsi, si la part de la soie dans les exportations lyonnaises baisse de 83 % en seulement cinq ans, entre 1929 et 1934, celle de la rayonne augmente de 91 %. Cette reconversion brutale et définitive sonne le glas de la soie à Lyon. En 1937, la rayonne représente 90 % des matières premières utilisées par les entreprises textiles lyonnaises. Pour survivre, de nombreuses entreprises se tournent vers le marché intérieur, notamment colonial, aussi réduit soit-il. Pour la première fois, la Fabrique ne trouve pas en son sein d'unité pour prendre des mesures capables de surmonter la nouvelle crise. Les différentes solutions de régulation proposées échouent les unes après les autres, sans qu'il soit possible de dire si elles auraient apporté une réponse.
Le point le plus bas est atteint en 1936, mais la timide reprise de 1937 et 1938 n'est qu'une courte stagnation avant le nouveau choc de la Seconde Guerre mondiale.

### La montée en puissance de l'industrie lyonnaise
Durant la vaste « Belle époque » de l'industrie lyonnaise, les investisseurs n'hésitent pas à changer la direction de leurs fonds pour soutenir de nouvelles structures. Quatre secteurs d'activités sont les principaux acteurs de cette effervescence.

#### Électricité
Le monde de l'électricité au sens large se développe aussi bien grâce à l'implantation de solides entreprises étrangères (les suisses Volta ou Berthoud-Borel), par la concentration de capitaux lyonnais et parisiens au sein, par exemple, de la Société des forces motrices du Rhône, que par l'essor d'affaires purement locales, tels la Société des électrodes ou A. Grammont. Cette dernière affaire est typique de la capacité d'innovation des entrepreneurs lyonnais. Alexandre Grammont, dont la société produit initialement des fils de cuivre et d'autres métaux pour la guimperie et la passementerie locale fait ainsi évoluer ses usines, sans réelle formation technique, pour produire des fils électrique, puis des moteurs.

#### Automobile et transport

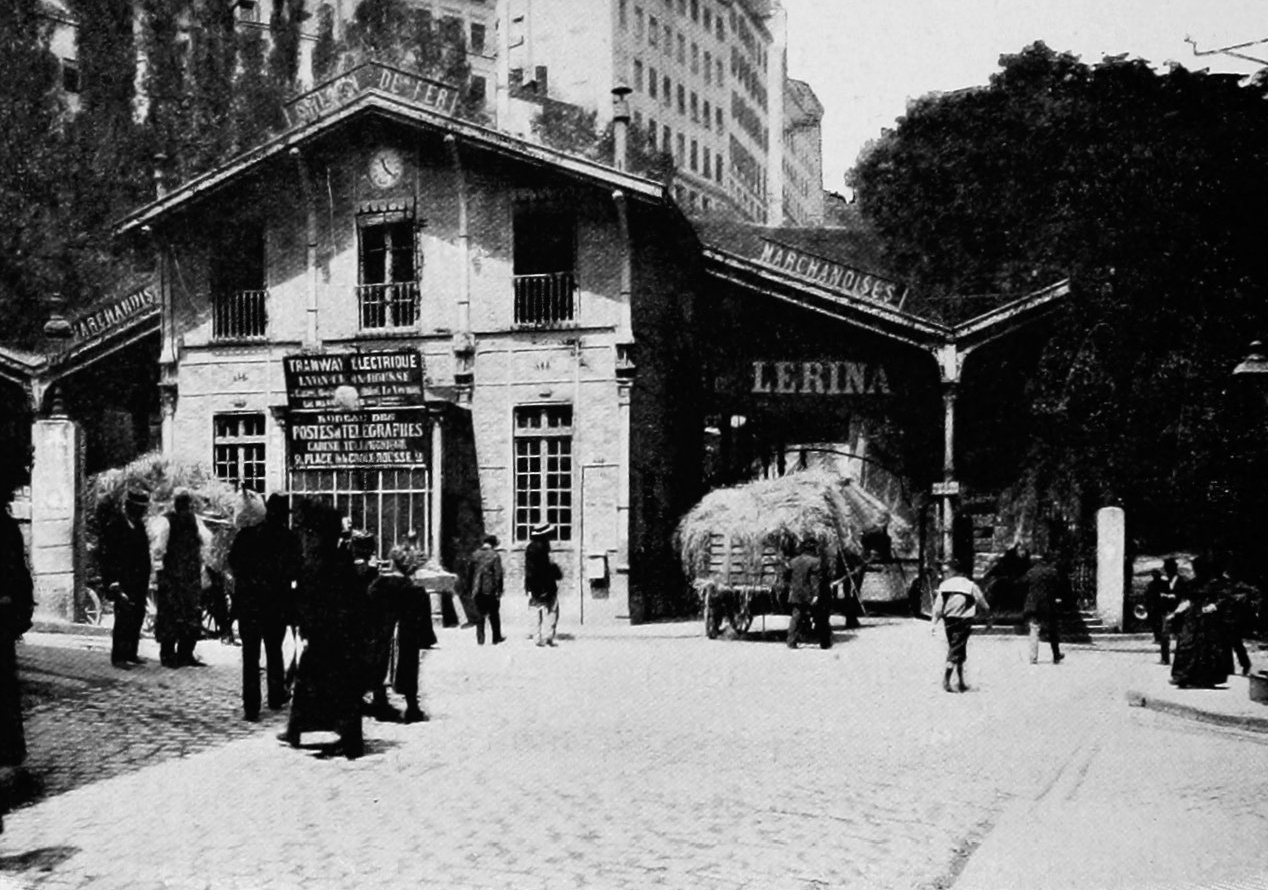
La gare du funiculaire à Croix-Paquet.

Lyon dispose au cours du XIXe siècle d'un capital conséquent de techniciens mécaniques issus du monde de la soierie. Ce milieu riche de compétences et où les idées circulent en permanence permet l'émergence de nombreux inventeurs, concepteurs et développeurs d'engins mécaniques, notamment pour le transport. En 1862 roule à Lyon le premier funiculaire de France, en 1901 le premier trolleybus. Rapidement, une multitude d'ateliers, puis d'usines organisent des secteurs de productions dans de multiples domaines du transport : automobile, camion, train, avion. Ce secteur devient rapidement puissant et exporte produit et savoir-faire, telle la société l'« Omnium lyonnais de chemins de fer et tramways », qui installe des tramways dans toute la France et à l'étranger.

##### L'automobile
Les nombreuses sociétés automobiles rhodaniennes (Rochet-Schneider, Berliet, François Pilain, Luc Court, Cottin-Desgouttes, Bonnet-Spazin), encore artisanales et isolées durant les années 1890 et 1900, connaissent ensuite un puissant cycle d'industrialisation et de concentration, à l'image de Berliet et Rochet-Schneider. À la veille de 1914, Lyon et sa région comptent seize marques, 5 000 ouvriers et 4 000 voitures produites par an.

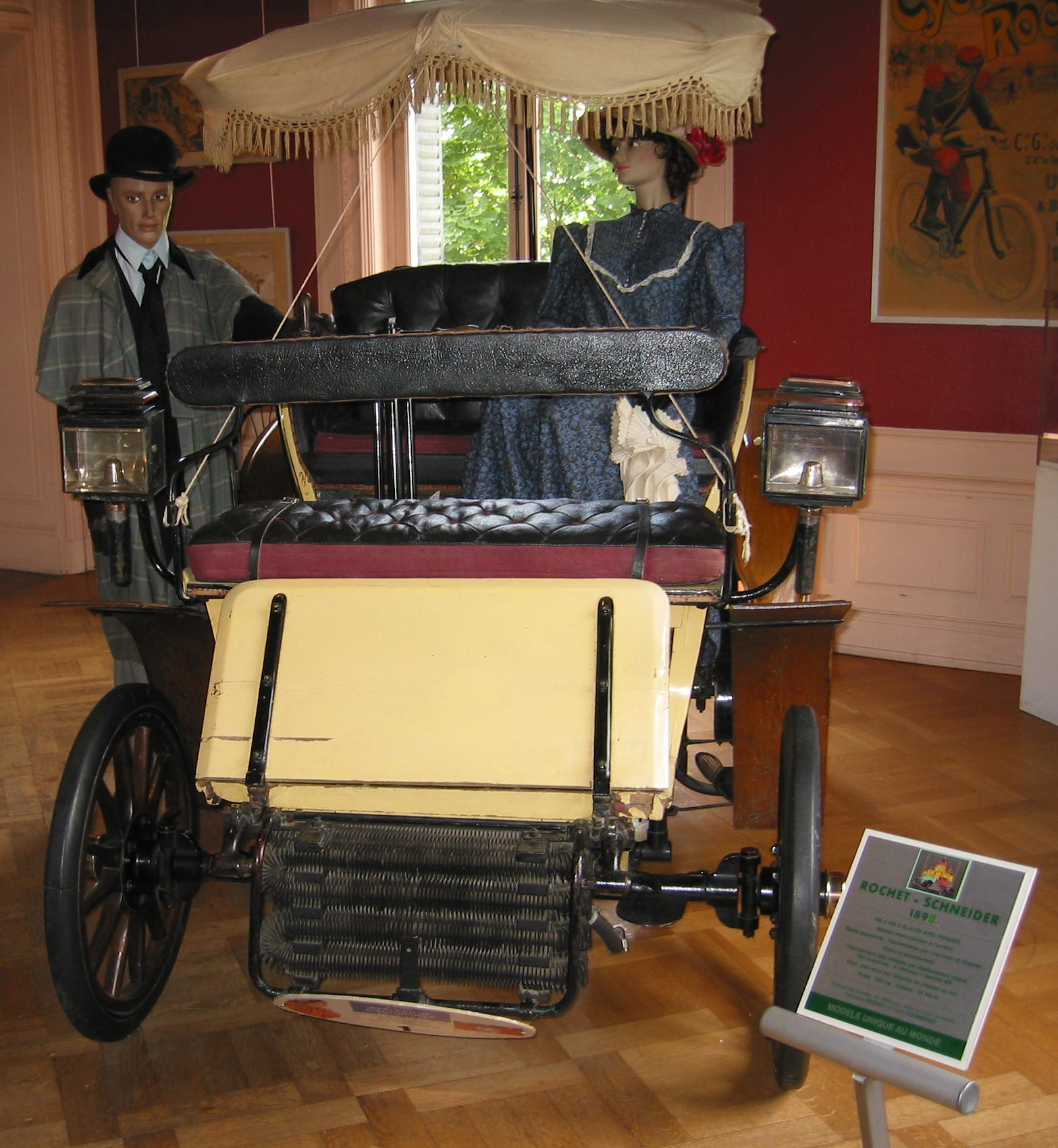
Automobile Rochet-Schneider de 1898

Les débuts de l'automobile lyonnaise a lieu dans les années 1890 avec la mise au point du moteur à explosion. De très nombreux artisans issus de la mécanique textile et des ingénieurs issus de l'école de la Martinière produisent de nombreux prototypes, sans pousser l'expérience plus loin pour la majorité d'entre eux. La première compagnie à atteindre une dimension commerciale importante est la Société Audibert et Lavirotte, dont l'usine située à Monplaisir produit environ trois cents voitures, avant de s'arrêter en 1901.
La première décennie du nouveau siècle voit l'industrie automobile lyonnaise se structurer. De nombreuses sociétés se spécialisent, notamment dans les carrosseries. Les constructeurs les plus prospères de l'avant-guerre sont la Société des automobiles François Pilain, la Société des Automobiles de la Buire, mais surtout Berliet et Rochet-Schneider. Les deux premiers ne parviennent pas à s'adapter aux changements industriels de l'après-guerre, tandis que les deux autres poursuivent alors dans une phase de puissant développement.
Durant les années 1920 et 1930, Berliet et Rochet-Schneider se restructurent pour réduire la fabrication de voitures haut de gamme et se concentrer sur celle de camions et des autobus. Rochet-schneider produit sa dernière voiture en 1931, Berliet en 1939.

##### L'aviation
Les précurseurs de l'aéronautique motorisée lyonnaise sont Louis Mouillard et Pompéien Piraud. Le premier découvre le principe du gauchissement de l'aile des oiseaux en 1890, qui permettent aux frères wright de maîtriser les virages. Le second étudie le battement d'ailes des oiseaux et réalise des machines à ailes qui battent l'air. Après six échecs, il tente de réaliser un avion à hélice mais décède avant les premiers essais, au début du XXe siècle.
L'aviation lyonnaise nait réellement avec le soutien de l'« aéro-club du Rhône », qui auparavant s'occupait uniquement d'aérostation, et qui sous la direction d'Edmond Seux, en 1906, ouvre ses portes aux promoteurs de l'aviation. Deux ans plus tard, des ateliers de construction sont montés par un membre du club, Armand Zipfel. Il réalise un avion sur le modèle de ceux d'un appareil Voisin-Delagrange et vole pour la première fois avec le 24 novembre 1908, devenant le sixième pilote français de l'histoire.
En 1910, la première manifestation d'aviation, la « Semaine d'aviation à Lyon », est un grand succès populaire ; cela conduit les autorités et constructeurs d'avion à établir un champ d'aviation consacré à ce moyen de transport. Il est placé à Bron, et au même endroit, Roger Sommer construit rapidement une école nationale d'aviation.
Sur le terrain de Bron s'installe en 1912 un centre aéronautique militaire, au sein duquel est constituée la 31e section d'aéronautique, avec les escadrilles HF19 et MF20. Ces escadrilles sont affectées à des corps d'armée du l'est de la France durant la Première Guerre mondiale. Ce conflit est un puissant soutien pour la constitution d'une industrie aéronautique lyonnaise solide. Parmi les entreprises qui existaient auparavant et qui ont profité de cet élan, il y a les usines de Laurent et Louis Seguin, concepteur du moteur Gnome, à Villeurbanne, la société d'Antoine Burlat, qui fabrique dès 1904 un moteur en étoile pour l'aviation, la société de François Auguste Baverey, inventeur du carburateur Zénith.

#### Chimie

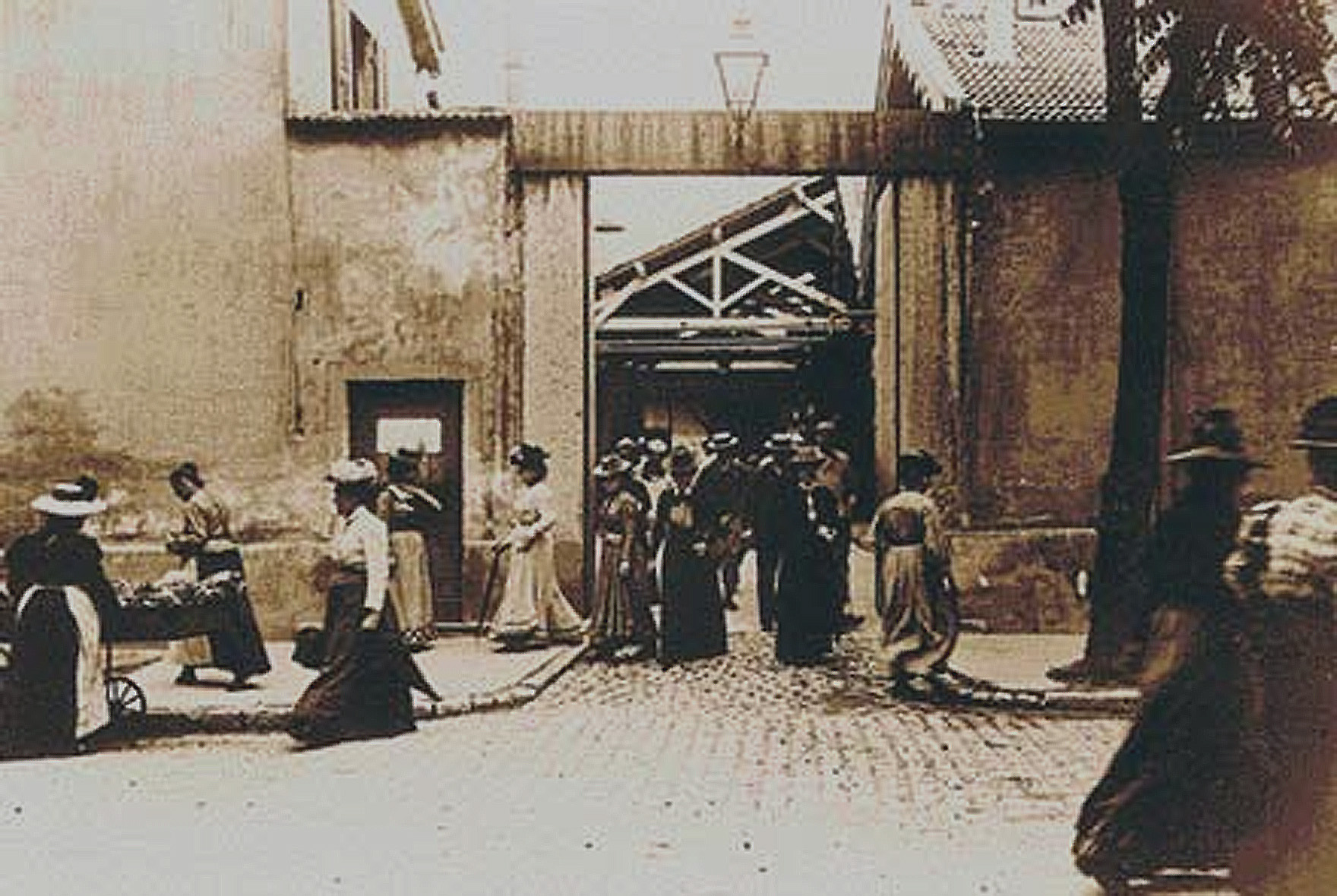
Sortie des usines Lumière, extrait du film sortie des usines Lumière à Monplaisir, Lyon.

Tout au long de la troisième République, les entreprises chimiques lyonnaises au sens large connaissent un vif succès. En témoigne ainsi le groupe Gilliard-Monnet-Cartier, la famille Gillet, ou la société A. Lumière et fils. La plupart de ces sociétés sont issues d'une manière ou d'une autre d'une activité dérivée du travail de la soie, souvent la teinture. Ainsi, la « société des produits chimiques Gillet & fils », fondée en 1871, commence dans le secteur des extraits tinctoriaux, des matières premières de charge, des produits chimiques pour traiter la soie naturelle.

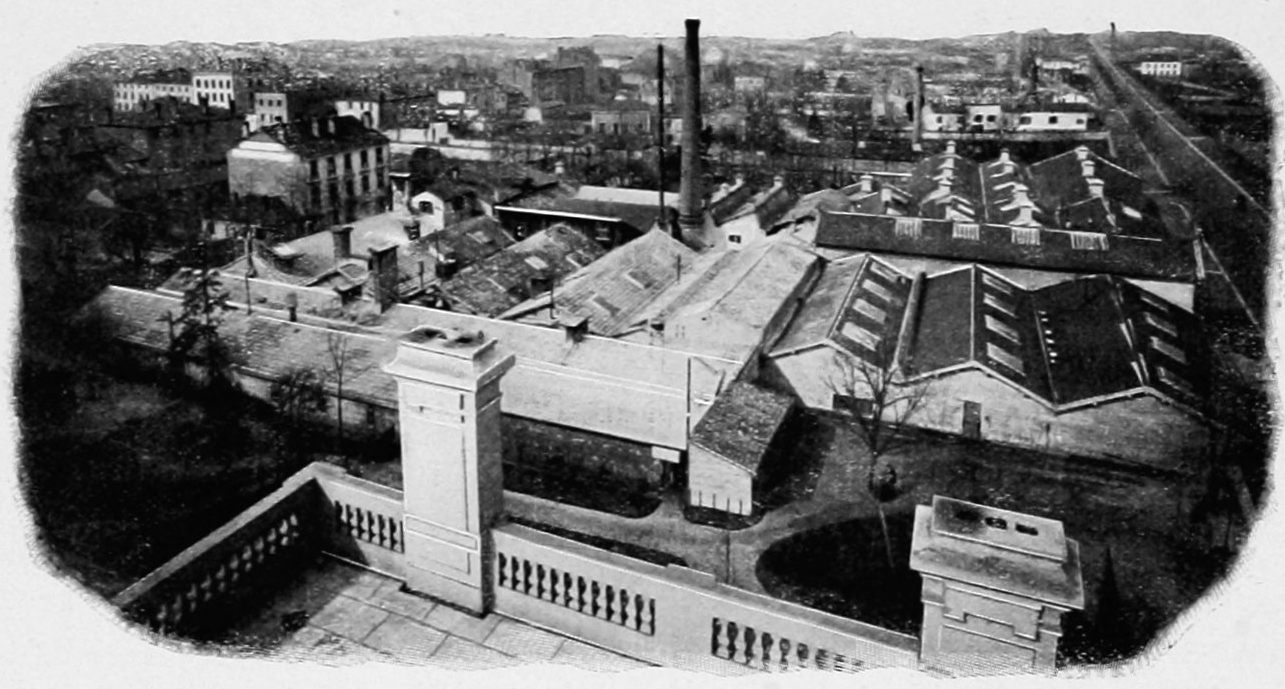
Vue des usines Lumière en 1901 ou 1902, tiré de l'ouvrage Dictionnaire illustré des communes du département du Rhône. Tome 2 / par MM. E. de Rolland et D. Clouzet

La Première Guerre mondiale donne un puissant essor à la chimie lyonnaise. De nombreux secteurs, trop près des combats sont rapatriés dans la cité rhodanienne et même si un grand nombre d'usine cessent leur activité en 1918, les compétences et les structures restent, et sont utilement reconverties. Parmi ces industries de guerre arrivée à Lyon durant le premier conflit mondial, on peut citer la production de phénol, destinée aux poudres, ou d'acide acétique.
Après la guerre plusieurs entreprises connaissent une croissance importante, telle La « Société d'électrochimie », dirigée par Henri Gall. Le groupe Gillet, qui crée sa filiale « Progil » en 1920 se tourne ainsi vers les phosphates pour la lessive, le sulfure de carbone pour la viscose, le chlore et ses dérivés, ou la manipulation de l'hydrogène. La « Société chimique des usines du Rhône » est autre grande industrie chimique de la ville. Créée en 1895 et issue des colorants, elle se tourne ensuite vers l'aspirine, les produits aromatiques, la synthèse du phénol. En 1922, avec sa filiale Rhodiacéta, elle se lance dans les textiles artificiels avec l'acétate de cellulose. Elle fusionne en 1928 avec une société parisienne, Poulenc frères pour constituer « Rhône-Poulenc ».

#### Textile
Ces mutations industrielles impactent fortement le monde traditionnel de la Fabrique de soie lyonnaise. Ces transformations se révèlent efficaces pour résister aux concurrences étrangères. La valeur de la production textile de la région progresse de 441 MF à 940 MF entre 1900 et 1928, et la part des biens vendus à l'étranger passe de 50 % en 1880 à 75 % dans les années 1920. Cette réussite est due à une mécanisation rapide et poussée, à un transfert du tissage à bas coûts de Lyon aux régions périphériques et à l'arrivée de nouveaux textiles.
Enfin, il faut souligner que le tissu industriel lyonnais de cette époque est fort d'une très large diversification allant bien au-delà de ces quatre secteurs principaux.

### Lyon dans la Grande Dépression
La crise mondiale des années 1930 frappe fortement la cité rhodanienne, et surtout le textile. Ce secteur ne se relève pas par la suite, malgré la disparition des établissements non concurrentiels et un important mouvement de concentration, illustré par l'établissement Gillet, qui absorbe plus d'une vingtaine d'entreprises durant la décennie 1930. Mais toutes les industries anciennes sont gravement atteintes par la restriction des débouchés, notamment les secteurs sidérurgiques.

## Le catholicisme lyonnais, entre combat et renouveau
La Troisième République est un moment de conflit intense à Lyon entre les militants catholiques et les anticléricaux. Les premiers, qui conservent majoritairement une orientation socialement conservatrice et politiquement monarchiste malgré quelques tentatives d’évolution, ne peuvent empêcher les seconds de dominer la vie politique locale.

### Les catholiques entre défense religieuse et poussée vers la démocratie chrétienne

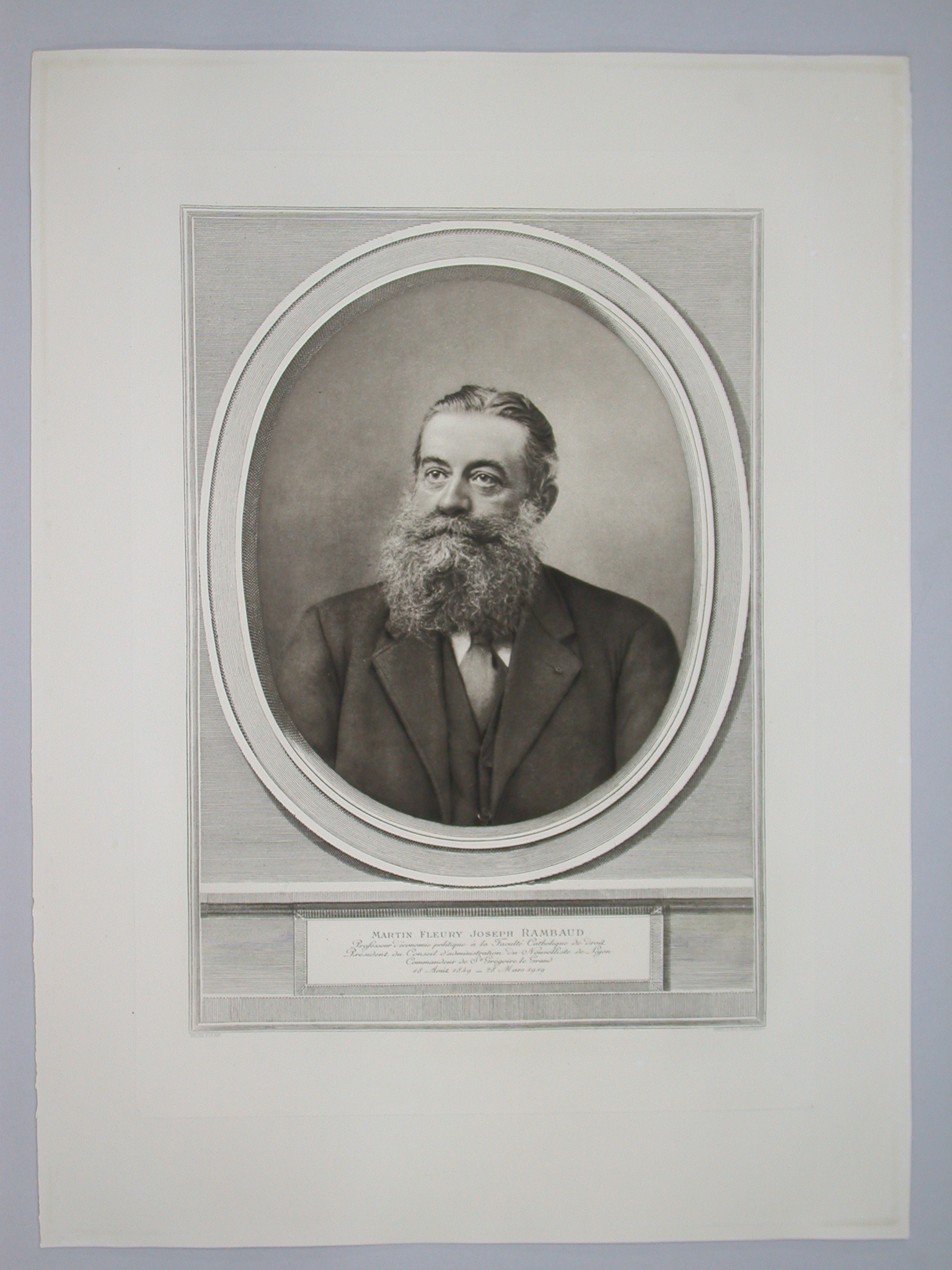
Joseph Rambaud, fondateur du Nouvelliste.

Dès la fin de l’ordre moral, les catholiques lyonnais sont exclus de la vie politique. Ils investissent alors la société civile, où ils mènent un combat permanent pour maintenir l’influence et la place de l’Église. Leur plus grande action, dès la fin de la guerre, est de dresser un symbole au-dessus de la ville contre la montée du radicalisme et afin d'expier les péchés de la Commune : la Basilique de Fourvière. À cela s'ajoute chaque année les illuminations du huit décembre, fête sacrée dédiée à Marie par excellence, mais que certains commentateurs catholiques souhaitent lier à des combats politiques. Toutefois, dès cette époque, cette fête n'a un caractère sacré et important que pour fraction de la population lyonnaise, les quartiers les plus populaires ne suivant pas le mouvement et n'organisant que peu de processions.
Dans leur grande majorité, les catholiques sont politiquement conservateurs. Leur voix dans la presse est relayée par le Nouvelliste, de Joseph Rambaud, organe virulent de défense religieuse et de soutien à l’idée monarchiste. L’élite catholique se retrouve dans plusieurs structures, tandis qu’au quotidien, les masses font vivre une multitude d’œuvres pieuses, éducatives ou sociales. La bonne bourgeoisie catholique dispose au début de la troisième République pour se retrouver de la Congrégation des Messieurs et du conseil d’administration des hospices. Elle y organise nombre d’actions de défense religieuse. Durant la période, elle investit deux autres associations : la Société des anciens élèves de Mongré et l’Association catholique des patrons de Lyon. Du côté féminin, une extension de la Congrégation des Messieurs, la Ligue des Femmes françaises s’engage également contre les mesures anticléricales.
Ces actions laïques sont soutenues et complétées au niveau de l'encadrement religieux par l'archevêque Caverot. Ce dignitaire, soucieux d'intégrité doctrinale et de tendance ultramontaine écarte des postes importants des personnes trop libérales (les Chartreux, le vicaire général chargé de l'enseignement Odon Thibaudier ou un autre vicaire général François-Xavier Gouthe-Soulard) et les remplace par d'autres (Sulpiciens, l'abbé Richoud, Louis-Jean Déchelette) conservateurs et monarchistes. Les deux successeurs de Caverot, Mgr Foulon et Couillé vont dans le sens de l'apaisement des tensions religieuses, ce qui permet d'éviter tous débordements à Lyon lors de la séparation de l'Église et de l'État.
Tous ces prélats peuvent, dans leur mission de défense de la religion catholique, s'appuyer sur des réseaux laïques qui travaillent activement dans trois directions principales : les œuvres pieuses, l'enseignement libre et le domaine social.

#### Les œuvres pieuses

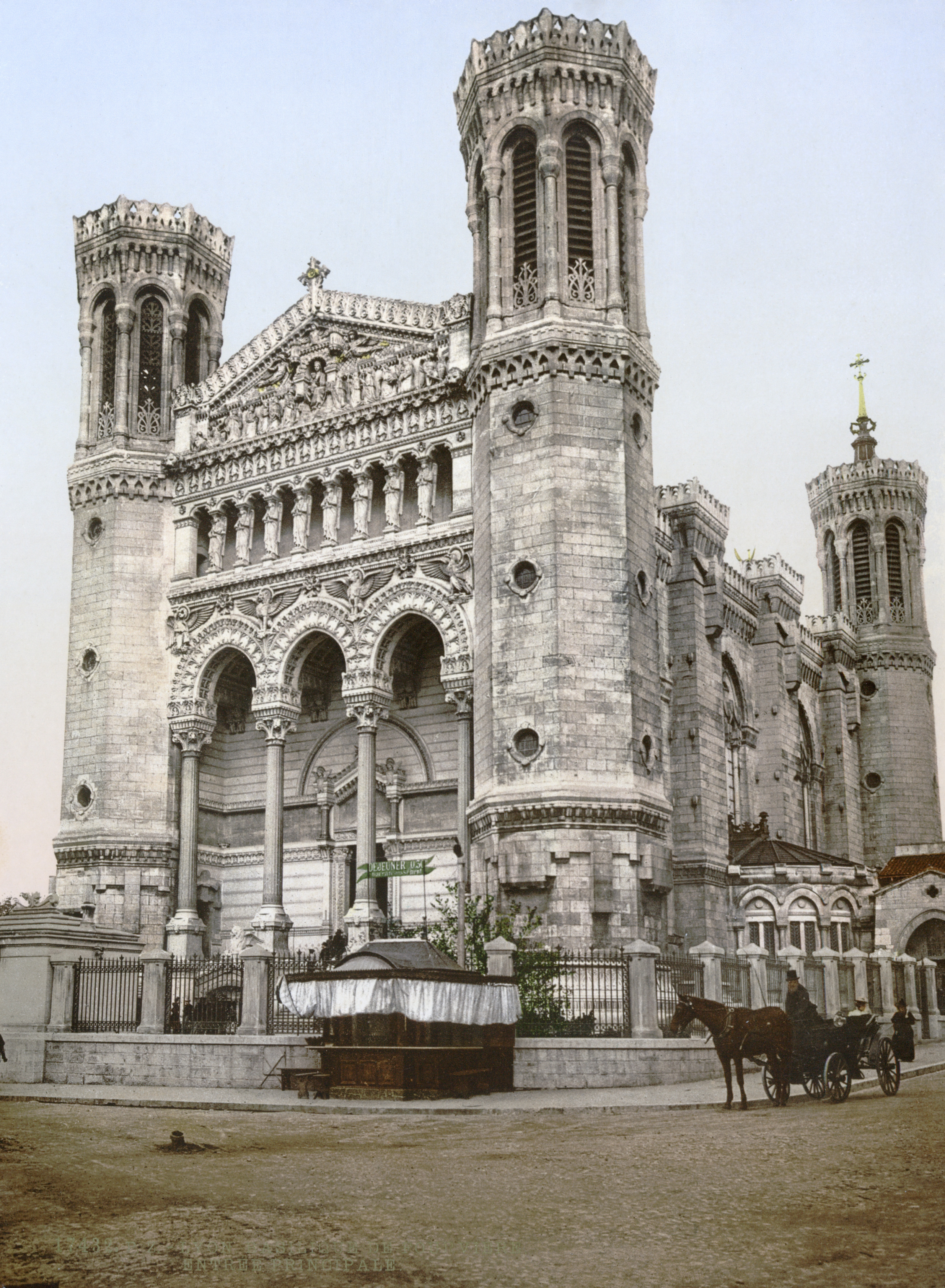
La basilique de Fourvière au tournant du siècle.

Les confréries de dévotion, essentiellement féminines, sont très nombreuses sur cette période, et surtout vouées au Rosaire ou au Saint sacrement. Des missions sont régulièrement organisées dans toutes les paroisses, marquant des moments de grandes ferveurs. La piété populaire lyonnaise est alors tournée vers le curé d’Ars et la Vierge Marie. Ainsi, la commission de Fourvière, chargée de l’édification de la basilique est constamment soutenue par une large population. De même, le congrès marial de 1900 attire une grande foule. Toutes ces actions entretiennent la mobilisation des catholiques, de même que la question de l’enseignement.
Lyon est également durant toute la Troisième République une terre de missionnaire pour partir évangéliser les pays lointains. Lieu de naissance de l'œuvre de la propagation de la foi de Pauline Jaricot, la ville fournit de grandes quantités de candidats au départ, qu'ils soient laïcs, prêtres ou religieux. Ces départs trouvent leur apogée durant la période d'application des lois interdisant l'enseignement des religieux (entre 1885 et 1910), une partie d'entre eux se décidant à partir poursuivre leur mission en terre étrangère. Durant l'entre-deux-guerres, le mouvement de départ se tasse.

#### L’enseignement libre
La question de l’enseignement de la religion mobilise fortement à Lyon. Les hommes d’œuvres comme les archevêques s’attachent à répondre à l’interdiction des congrégations enseignantes et à la constitution de l’enseignement laïc. 
La première secousse des lois anticléricale dans le domaine religieux est la dissolution de la Compagnie de jésus en 1880, suivie la même année par les autres congrégations masculines. La municipalité en profite pour laïciser les écoles de filles et de garçons, initiant la profondes transformations du paysage scolaire local. 
À la fin du XIXe siècle, chaque paroisse lyonnaise dispose de deux écoles libres gratuites, une pour les filles et l’autre pour les garçons. Outre les écoles primaires, un réseau d’écoles secondaires (école de la Salle, Maristes, Aux Lazaristes) renforce les établissements existant (Oullins, Chartreux, Minimes, saint-Hélène). Vers 1900, il y a 2 300 élèves dans le secondaire catholique et 1 400 dans le secondaire public.
Dans l’enseignement supérieur, les lyonnais exploitent dès sa parution la loi de 1875 autorisant les établissements supérieurs libres. Ils fondent la même année une faculté de droit, rejointe dès l’année suivante par une de science et de lettres, ce qui permet de prétendre au statut d’Université. En 1877, une école supérieure de théologie est adjointe à l’ensemble. Voulue pour couronner l’œuvre scolaire catholique de tout le sud-est de la France, elle n’aura jamais le succès de sa rivale d’État. En 1908, les facultés catholiques ont 151 élèves, contre plus de 2 000 pour celles de l’État.

#### Les actions sociales
Sur ce plan, les catholiques lyonnais sont divisés entre conservateurs et progressistes. Les deux tendances créent et développent plusieurs structures parallèles.
Du côté des conservateurs, de nombreuses organisations coopératives et corporatistes s’organisent autour de l’Association catholiques des patrons. Elles aident les salariés grâce à de centres de formation et de placement, le tout encadré par des maristes. D’esprit paternaliste et avant tout tourné vers la religion, ces organisations sont éloignées de l’esprit d’autres initiatives locales, souvent inspirées par les anciennes conférences de Saint Vincent de Paul et l’encyclique Rerum Novarum de Léon XIII.
Dans cette mouvance on retrouve les semaines sociales, qui commencent en 1904 des cycles de réflexions sur les structures économiques et les associations professionnelles. Plus actifs sur le terrain, il faut mentionner la chronique sociale, marquée par Marius Gonin et Joseph Vialatoux. Elle est originale par plusieurs aspects : elle accueille toutes les classes professionnelles, elle se tient éloignée des combats politiques spécifiques aux catholiques et est très audacieuse sur la vie associative, la critique du libéralisme, etc. À ses côtés, mais tout à fait indépendant, on retrouve le Sillon de Marc Sangnier, qui n’a toutefois pas à Lyon une grande influence. Toute cette mouvance de la démocratie chrétienne pose des jalons de l’évolution future du monde catholique, qui sont toutefois mis en accusation lors de la crise moderniste, notamment sous le pontificat de Pie X. Le catholicisme progressif lyonnais reste toutefois minoritaire.

### Les forces anticléricales et athées
Nombreuses à Lyon, les structures anticléricales sont composées essentiellement de francs-maçons, radicaux et libre-penseurs. Au début de la Troisième république, il existe une vingtaine de loges maçonniques, très actives pour promouvoir une France libre de toute influence religieuse, mais sans excès. Les Lyonnais les plus opposés au catholicisme sont les libre-penseurs, souvent soutenus par la municipalité. Ils organisent de nombreux congrès à Lyon, de grande ampleur, tel celui de 1884, qui regroupe 207 sociétés de libre pensée.
Les hommes politiques radicaux, pour certains francs-maçons ou libre-penseurs, mettent ainsi vigoureusement en œuvre la politique anticléricale des différents gouvernements. Ils soutiennent les écoles d'État, les associations laïques, les fêtes et cérémonies indépendantes de la religion catholique. Ainsi, les quotidiens anticléricaux rabaissent dès cette époque à de « petites manifestations de quartiers » la fête du huit décembre, soulignant son intérêt récréatif et commercial. Les structures anticléricales organisent également des contre-manifestations au début des années 1900, troublant les processions religieuses par des chants de l'Internationale et des cris. En 1903, au plus dur de l'opposition entre catholiques et athées, des combats entre manifestants ont même lieu, faisant un mort.
Les élites municipales appliquent fermement la Loi de séparation des Églises et de l'État, sans qu'il y ait d'affrontements trop violents, en partie grâce à la modération de l'archevêque Coullié. Cette séparation a sur Lyon une conséquence sévère sur le clergé, et notamment sur son recrutement ; les moyennes annuelles des entrées au séminaire passent de 68 à moins de 30 et les ordinations de 81 en 1901 à 29 en 1913.

## Société, culture et arts
La société lyonnaise connait à l'instar de la France de profondes évolutions de sa société à cette époque ; parmi lesquelles le vif développement de la pratique sportive, et son organisation. Durant la troisième république, le milieu culturel et artistique lyonnais connait un foisonnement en suivant les tendances de chaque époque, et en s'en différenciant parfois. Les écrivains et peintres, en particulier, vivent des expériences qui font de la ville un milieu pas toujours en phase avec les vagues artistiques de leur époque. Plus proprement lyonnais, le théâtre de Guignol évolue, quittant son milieu spécifiquement populaire pour devenir un élément de la culture lyonnaise, propre à tous les habitants de la ville.

### La société lyonnaise

#### Le goût des collections dans les élites lyonnaises

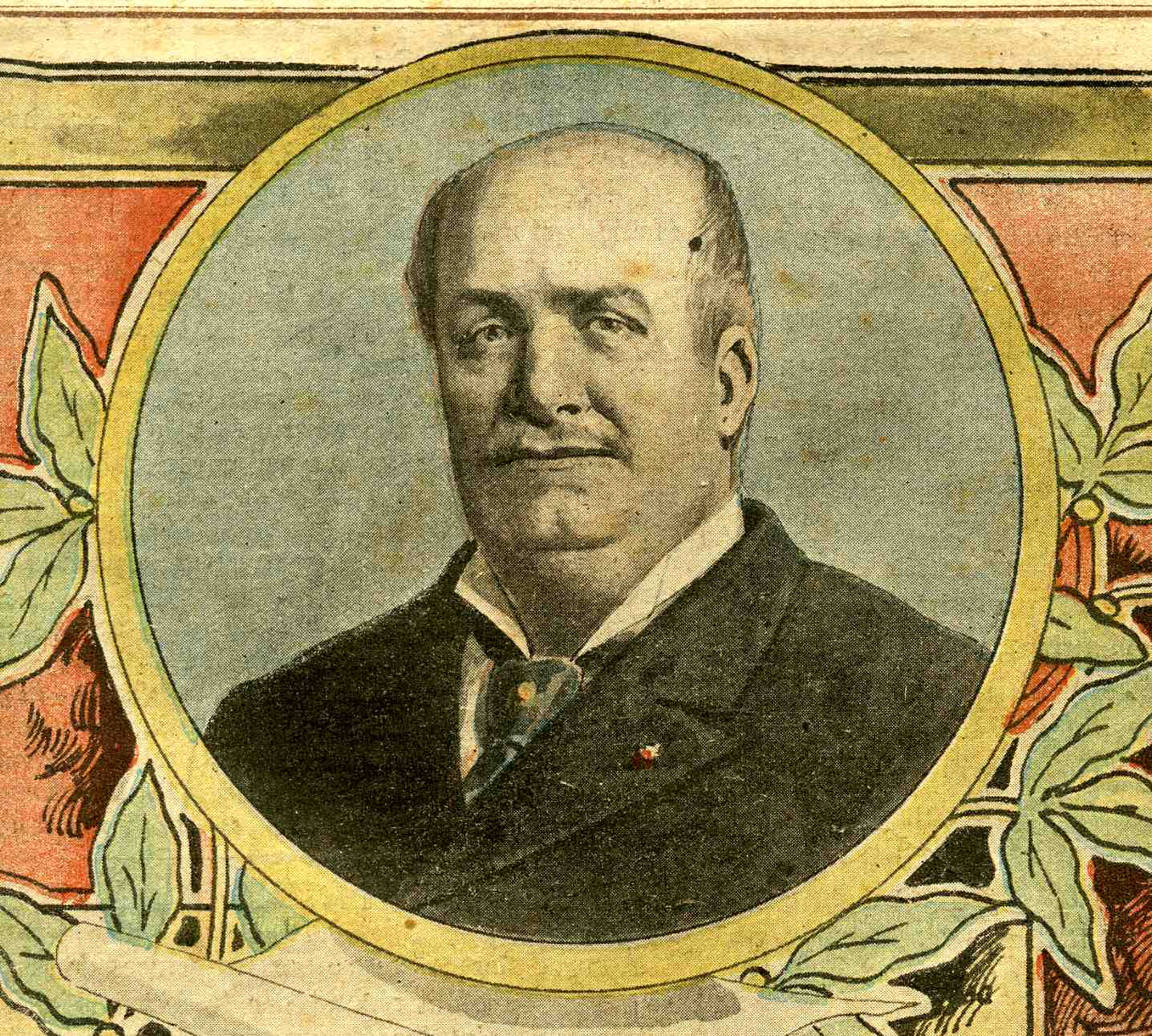
Édouard Aynard.

Tout au long du XIXe siècle, l'élite lyonnaise suit le mouvement des élites françaises et se passionne pour les collections des objets du passé. Les cabinet de curiosité se multiplient dans tous les quartiers aisés de la cité. Les familles nobles sont sur-représentées dans le milieu des collectionneurs, de même que les minorités religieuses, juives ou protestantes, ces dernières ayant un besoin particulier de reconnaissance sociale. Deux figures émergent au sein de cet univers ; Édouard Aynard et Émile Guimet. Aymard enrichit largement de ses pièces les collections des musées lyonnais, et participe à la création du musée des tissus. Guimet ouvre à Lyon un musée des religions orientales, inauguré en 1879 par Jules Ferry. Mais déçu par l'accueil public et le manque de soutien de la municipalité, il fait don de ses collections à l'État et les transfère à Paris dans le Musée Guimet.

#### La santé
Même s'il est difficile d'établir un panorama des afflictions des lyonnais, il semble identiques à celles du reste de la France. Les frais de santé des élites (les seules qu'il soit possible d'estimer représentent entre 1 et 3 % de leurs revenus ; cette part montant à 5 % dans les cas de problèmes graves nécessitant le recours multiples aux médecins, aux gardes-malades ou à des voyages en cure. Lorsqu'une maladie contagieuse est connue, la personne qui en souffre subit un sévère ostracisme, la peur de la contagion étant très présente dans l'ensemble de la population. Seul est alors vu le médecin de famille, auquel les lyonnais sont très attachés, et qui est souvent plus qu'un simple praticien, mais également un confident ou un ami. Au XIXe siècle, le rôle des religieuses gardes-malades se développe, les bourgeois prenant l'habitude d'assurer par sa présence le confort du patient et de son entourage.

##### Épidémies
En 1874, une épidémie de typhoïde se déclare à Lyon en mars rue Gentil, s'étend le mois suivant place du Change et rue Longue, pour infecter fortement le Lycée Ampère. Elle se propage ensuite largement et touche en particulier les militaires de la Part-Dieu. Elle touche essentiellement les premier et second arrondissements. Elle infecte 1924 personnes et 262 décès sont enregistrés. Cette infection est en grande partie due à une sécheresse qui abaisse le niveau du Rhône et de la Saône. Les égouts, qui ne sont plus nettoyés naturellement par leur eau, voient leur contenu stagner et se décomposer.

#### Pratiques sportives

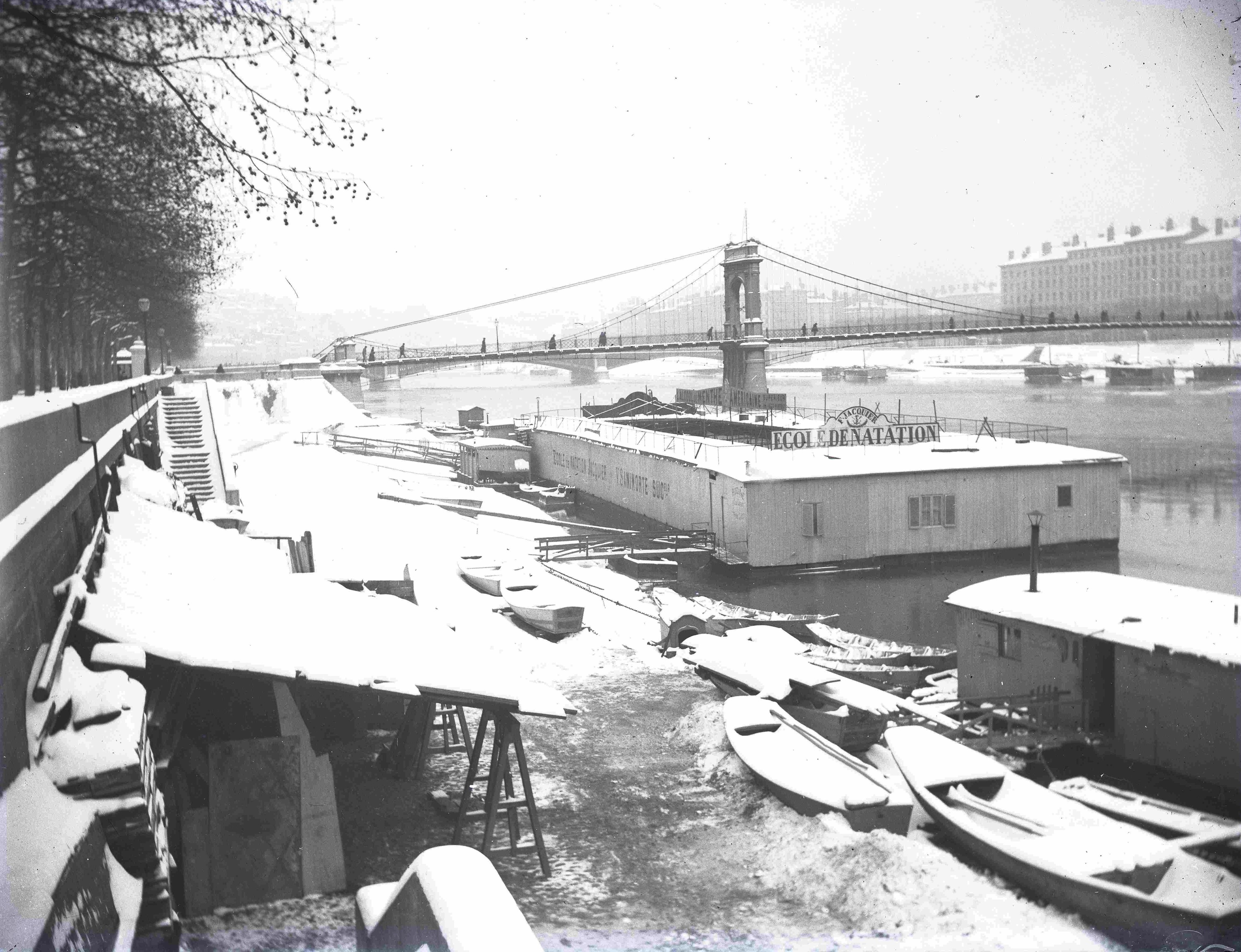
École de natation près du Pont Morand, dans une « bêche » lyonnaise.

La société lyonnaise connait une montée progressive de la pratique sportive, dont les structures se développent durant la Troisième République. « Les notables lyonnais témoignent d'une grande attention à l'égard de ces sociétés de gymnastiques ou de tir qui se disputent leur patronage ».
Parmi les activités sportives les plus pratiquées par l'élite se retrouvent l'escrime et l'équitation. La première est usitée tant par les familles aristocratiques que bourgeoises et autant dans un but sportif que de spectacle mondain. La seconde, de par son coût, est très élitiste, mais les courses de chevaux, elles, sont fréquentées par de larges pans de la population. Parmi les activités réservées à la plus haute société se retrouve également la chasse à courre, dont la « Société des Drags de Lyon » est dirigée par Henri de Chabannes.
D'autres pratiques récréatives sont davantage ouvertes à la bourgeoisie. Parmi celle-ci se trouve l'alpinisme, qui se structure dès 1875 au sein de la section lyonnaise du Club Alpin français, né l'année précédente. Cette section compte plus de 600 membres en 1899. La natation est très prisée pour des raisons tant sportives qu'hygiénistes très en vogue à cette époque. Entre 1860 et 1900, les plus courageux la pratique dans le Rhône ou la Saône, et les plus hésitants dans des piscines en bois flottant sur les rivières, des « bêches ». Le tennis se développe rapidement au début du XXe siècle, prenant la place d'un cricket qui ne s'est jamais installé. En 1914, le Tennis club de Lyon comprend 400 membres, et sous ses auspices, de nombreux terrains sont aménagés, notamment autour du Parc de la Tête d'or.
Les sports mécaniques remportent un grand succès à Lyon. Rapidement très populaire, la bicyclette est portée par de nombreuses associations, souvent animées par des lyonnais modestes. En 1895, sur les vingt sociétés vélocipédiques de la ville, une seule regroupe l'élite, l'« Omnium lyonnais ». La pratique récréative de l'automobile est également présente, au travers de l'Automobile club du Rhône.

#### «L'esprit lyonnais»

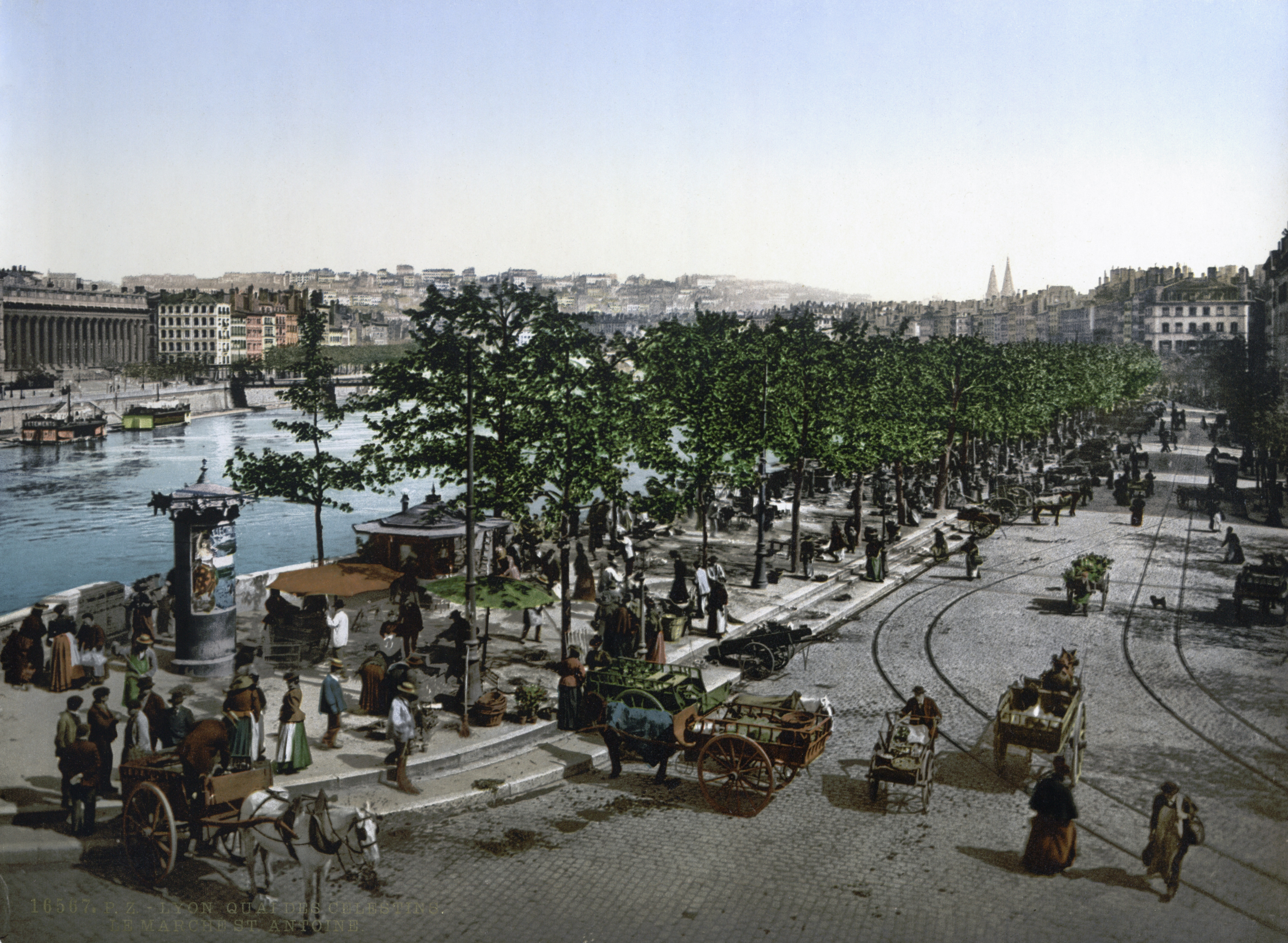
Les quais des Célestins au tournant du siècle.

Durant le début du XIXe siècle, les érudits lyonnais ont longuement réfléchis sur l'existence de traits particuliers aux Lyonnais, en tant que corps social. C'est progressivement défini un esprit lyonnais, formalisé sous le second Empire par Paul Sauzet. Durant la Troisième République, les hommes politiques s'emparent du concept et l'utilise largement. Édouard Aynard, Justin Godart, Édouard Herriot, Eugène Coste-Labaume, Antoine Sallès ou Ferdinand Ducarre ont tous revendiqués et propagés cette identité collective. Ils l'emploient dans des ouvrages, des articles, des tribunes et discours et même des actes administratifs.

### La vie intellectuelle

#### L'égyptologie à Lyon
Sous la Troisième République, il existe à Lyon un milieu de passionné d'égyptologie qui tout à la fois en font profession, cherchent à en diffuser les connaissances et à présenter les trésors. 
Lyon est ainsi la première ville de province dont l'Université accueille une chaire d'égyptologie, en 1879. Elle est attribuée sur la recommandation de Gaston Maspero à Eugène Lefébure. Celui-ci s'insère dans un milieu déjà riche et en particulier devient un conseiller officieux d'Émile Guimet sur tout ce qui a trait de la collection du tout nouveau musée des religions ouvert par ce dernier. Lefébure part rapidement mener des fouilles en Égypte et finit par être nommé professeur suppléant au Collège de France et à l'École pratique. Quittant la chaire lyonnaise en 1887, il est remplacé par Victor Loret qui entretient des liens étroits autant avec le musée Guimet qu'avec le museum d'histoire naturelle. 
Lorsqu'Émile Guimet ouvre son musée des religions en 1879, dont une large part est consacrée à l'égyptologie, il existe déjà deux collections notables sur ce thème à Lyon : celles du Museum d'histoire naturelle et celles du Musée des beaux-arts de Lyon, toutes deux présentes dans le Palais Saint-Pierre. La première provient pour une part de la collection des frères de Monconys et date du XVIIIe siècle, et d'une autre part des acquisitions du directeur Louis Lortet à partir de 1869. Le musée des beaux-arts lui possède une collection venue en grande part des objets rassemblés par son premier directeur François Artaud et vendus à la ville en 1835. Une quatrième collection nait en 1895 à l'Université avec la volonté du professeur Victor Loret d'avoir des objets d'époque pour illustrer ses cours. Il obtient des dépôts successifs de la part du Louvre pour former une collection universitaire.

### Les arts à Lyon

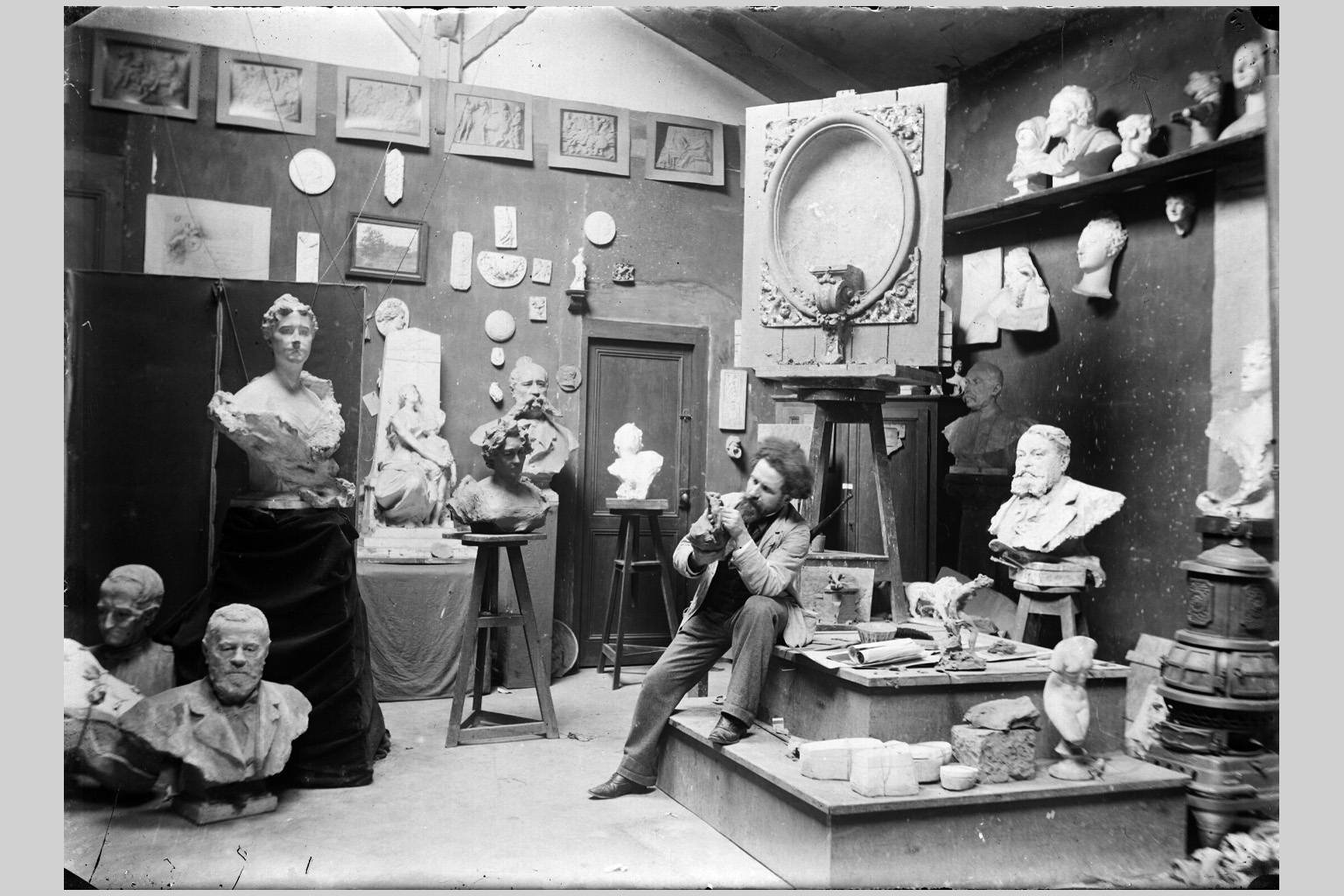
Le sculpteur Pierre Devaux dans son atelier.

Durant la Troisième République, un milieu riche d'artistes se fonde à Lyon, proposant une palette dans chaque domaine allant des traditions classiques à des expressions plus modernes. 

#### Littérature
Il y a entre 1890 et 1914 une littérature lyonnaise, née de la volonté de nombreux poètes et écrivains de se démarquer d'un centralisme parisien qui a pesé tout au long du XIXe siècle.
La poésie lyonnaise, durant cette période est successivement habitée par trois vagues qui, s'exprimant largement dans les revues littéraires, rythment l'évolution du paysage poétique de la cité. La première, dans les années 1895, est influencée par Verlaine et les poètes qui l'entourent. Elle puise également dans le symbolisme. Cette première vague s'achève dans les années 1902 - 1903. La seconde quitte le symbolisme pour deux directions, d'un côté de lyrisme intimiste, de l'autre un idéalisme humaniste menant à une mythique progressiste. Connaissant un apogée vers 1908, cette tendance s'étiole dans les années 1910 - 1911. La troisième vague mêle des thèmes relevant de la tradition spiritualiste lyonnaise et d'autres revivifiant la poésie populaire issue du romantisme et du Parnasse. Elle est active entre 1911 et 1914.
Le roman, à Lyon, est un genre qui se pratique largement et avec succès. Les auteurs proprement lyonnais gagnent en popularité dans les années 1880 - 1890. À cette période, il a les traits du naturalisme à la Émile Zola, puis, il prend peu à peu deux orientations distinctes. La première, minoritaire, est un courant spiritualiste, avec une vision chrétienne de la société cherchant à lutter contre la dégénérescence sociale. Plus largement pratiquée, la seconde voit les auteurs écrire des portraits critiques, ou ridicules, des mœurs et coutumes lyonnais et raillant ou mettant en scène des particularismes souvent exacerbés. Ce genre s'impose entre les deux guerres mondiales.

#### Peinture
Lyon abrite un groupe de peintres à la reconnaissance nationale depuis le premier tiers du XIXe siècle. Un salon, la « Société des amis des Arts », organisant des expositions d'artistes locaux et extérieurs au palais Saint-Pierre existe depuis 1836. Il se saborde en 1887, confronté entre autres à la difficulté de trouver de nouveaux locaux.

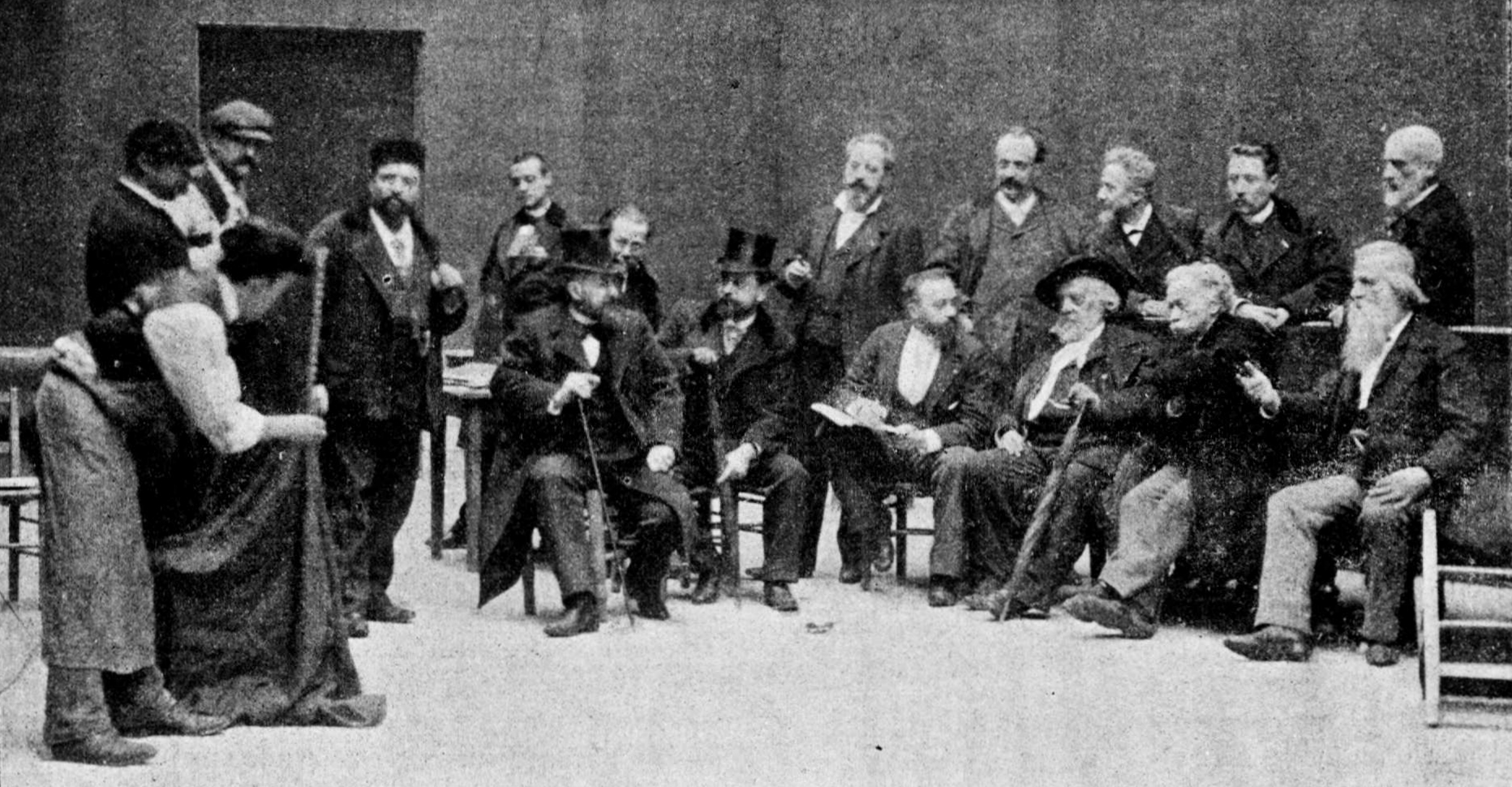
Le jury de peinture du Salon de la Société Lyonnaise des Beaux-Arts (1897) : Miciol, Bauer, Balouzet, Laurent, Barriot, Bidauld, Roman, Sicard, Tollet, Appian, Perrachon et Poncet.

Il est immédiatement remplacé par la « Société lyonnaise des Beaux-Arts », constituée d'artistes. Il prend comme président d'honneur Puvis de Chavannes. Il expose dans une construction en bois installée place Bellecour jusqu'en 1903. Entre sa création et la Première Guerre mondiale, cette société connait un âge d'or, avec de larges expositions, de nombreuses transactions, et la visite de nombreux artistes extérieurs (surtout parisiens), que les peintres lyonnais ont connu en allant étudier à la capitale. En 1904, les expositions s'installent dans des locaux financés par la municipalité, le palais Bondy.
En 1902, un groupe d'artistes lyonnais fait scission et organise son propre salon au Palais du commerce. Sans prix ni jury, ce salon est la vitrine de l'école moderne lyonnaise, « il repose sur une liberté anarchique ». À sa création, il est présidé par Jean-Aimé Saint-Cyr Girier, et animé par Jacques Martin et Eugène Brouillard. Réservé aux artistes de Lyon ou du département, il a lieu à partir de 1907 à l'automne, ce qui lui donne son nom : « Salon de l'automne ». Y furent exposés par exemple Hyacinthe Crochet, Alphonse Rodet ou Louis Chapuy.
En 1920, un groupe d'artistes quitte le salon de l'automne, jugé trop timoré, publie des albums et organise des expositions sous le nom de « Ziniars ». Ce nom vient d'une allusion au zinnia faite par un membre. Soutenus par la galerie Poyet, ils créent en 1925 un salon concurrent à celui de l'automne, le « Salon du Sud-Est ». Les premiers présidents Charles Sénard, puis Pierre Combet-Descombes sont soutenus par des écrivains, Gabriel Chevallier, Joseph Jolinon et Marius Mermillon. Les ziniars, qui sont une douzaine, comprennent Adrien Bas, Jacques Laplace, Antonin Ponchon, Étienne Morillon, Georges-Albert Tresch, Pierre Combet-Descombes ou Louis Boquet. Ce groupe est actif surtout de 1920 à 1924, et entraine de nombreuses initiatives telles la revue d'avant-garde « Manomètre ». Jusqu'à la libération, ce salon est moteur dans l'expression de nouvelles formes artistiques, et des personnalités telles Paul Signac, Pierre Bonnard ou Maurice Utrillo viennent y exposer. Ce salon n'accueille toutefois pas tous les avant-gardismes, le cubisme y est presque absent, et le surréalisme rarement représenté.

#### vitrail
Historiquement, Lyon est un grand centre de production de vitraux religieux. L'apogée des ateliers lyonnais se situe dans les années 1880-1890, avec notamment ceux de Lucien Bégule.

#### Théâtre de Guignol

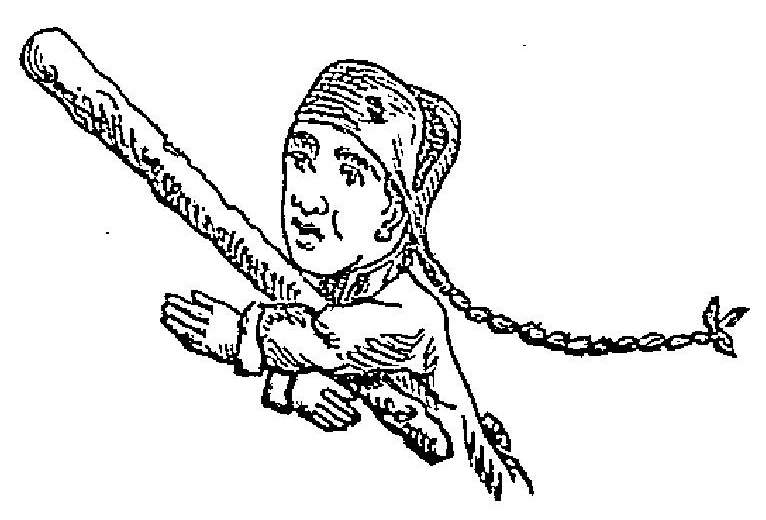
illustration d'un livret de Guignol de Mouguet de 1874.

Avec la Troisième république, Guignol évolue, en même temps que son public. Les travailleurs pauvres disparaissent ou s'éloignent du centre-ville, et une partie des troupes adaptent alors le répertoire de la marionnette pour distraire la bourgeoisie. Elles reprennent alors des pièces du répertoire classique, en utilisant le parler lyonnais et en les parodiant. En parallèle, un autre répertoire de guignol, assagi et interprété pour les enfants des bourgeois dans des théâtres de salon, apparaît. Cette forme est aussi jouée dans les parcs et squares. Guignol devient à cette époque un emblème de la ville, porté par une classe moyenne enrichie nostalgique d'un passé mythique et reconstruit. Guignol s'impose dans les cartes postales, journaux, objets du quotidien, publicités. Mais il subsiste également un théâtre de guignol populaire et plus enlevé, traditionnel.